# Monaster Zwiastowania Przenajświętszej Bogurodzicy i św. Jana Teologa w Supraślu
Monaster Zwiastowania Przenajświętszej Bogurodzicy i św. Apostoła Jana Teologa, Ławra Supraska – jeden z pięciu prawosławnych klasztorów męskich w Polsce. Znajduje się na terenie miasta Supraśl. Podlega diecezji białostocko-gdańskiej Polskiego Autokefalicznego Kościoła Prawosławnego.

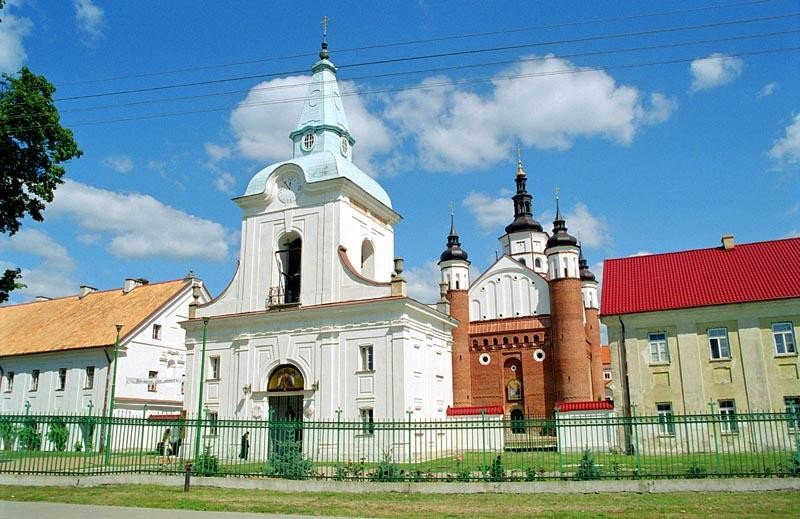
Brama-dzwonnica klasztoru; w tle: cerkiew Zwiastowania Przenajświętszej Bogurodzicy

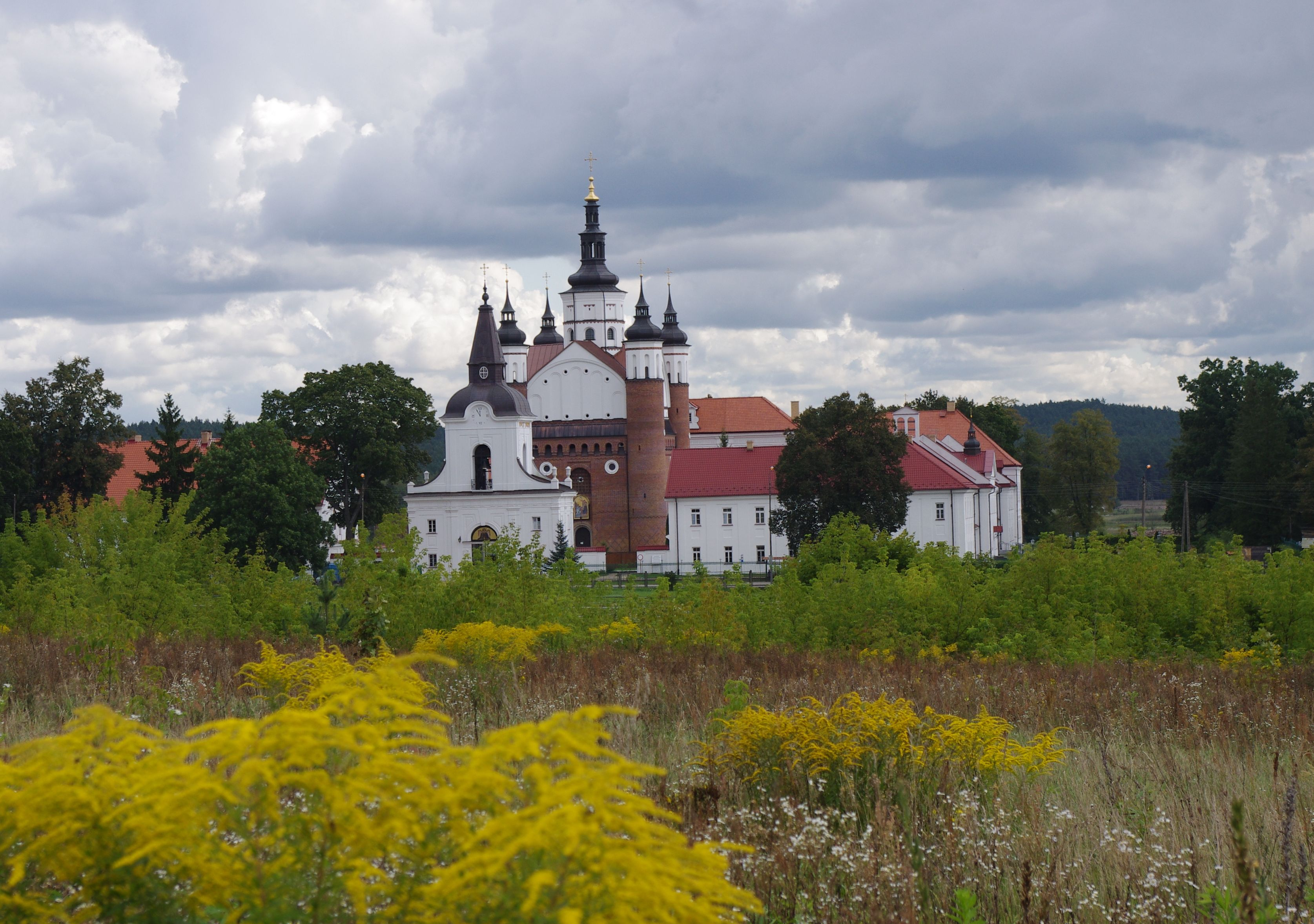
Widok ogólny klasztoru

Monaster został ufundowany przez Aleksandra Chodkiewicza przed 1497. Początkowo jego siedzibą był Gródek. W 1501 rozpoczęto budowę kompleksu zabudowań monasterskich w Gródku, jednak kilka lat później zakonnicy przenieśli się w inne miejsce – na uroczysko Suchy Hrud w pobliżu dzisiejszego Supraśla. W 1510 w nowej siedzibie klasztoru rozpoczęto prace nad główną cerkwią – obronną świątynią pod wezwaniem Zwiastowania. Mnisi utrzymywali szerokie kontakty z innymi prawosławnymi wspólnotami monastycznymi na ziemiach ruskich i na Bałkanach, co sprawiło, że w XVI w. monaster w Supraślu stał się jednym z najważniejszych ośrodków prawosławnych w I Rzeczypospolitej. Zakonnicy zajmowali się także gromadzeniem i kopiowaniem ksiąg. Szczególnym kultem otaczana była w nim uważana za cudotwórczą Supraska Ikona Matki Bożej.
Po zawarciu unii brzeskiej mnisi monasteru na czele z archimandrytą Hilarionem odmówili przyjęcia jej postanowień. Konflikt o przynależność jurysdykcyjną klasztoru trwał przez kilka dziesięcioleci. Ostatecznie dzięki wsparciu ktitorów monasteru i króla Zygmunta III Wazy monaster w 1635 ostatecznie przeszedł w ręce unitów i do 1824 był administrowany przez bazylianów. Zakon ten w znaczący sposób rozbudował kompleks budynków, zaś z inicjatywy unickiego metropolity kijowskiego Cypriana Żochowskiego rozpoczął w Supraślu działalność wydawniczą. W drukarni supraskiej powstała większość ksiąg liturgicznych na potrzeby Kościoła unickiego w Rzeczypospolitej, od XVIII w. drukowano w niej również dzieła świeckie.
Po znalezieniu się Supraśla pod zaborem rosyjskim, w 1824, klasztor został przejęty przez Rosyjski Kościół Prawosławny. Prawosławny męski monaster funkcjonował do 1915, gdy mnisi udali się na bieżeństwo. W okresie międzywojennym zabudowania klasztoru należały do salezjanów. W 1944 wycofujący się Niemcy wysadzili w powietrze główną cerkiew monasterską. Po wojnie w obiektach klasztornych działała szkoła rolnicza, od lat 80. XX wieku zabudowania były stopniowo przekazywane Polskiemu Autokefalicznemu Kościołowi Prawosławnemu i remontowane.
Zespół klasztorny mieści się przy ulicy Klasztornej 1. Jest to również siedziba Akademii Supraskiej oraz miejscowej parafii prawosławnej (w dekanacie Białystok). Na terenie monasteru znajduje się też Muzeum Ikon.
W 2022 r. w monasterze przebywało ośmiu mnichów.
26 stycznia 2023 monaster został uznany za pomnik historii.

## Historia

### Klasztor prawosławny (XVI–XVII w.)

#### Fundacja klasztoru w Gródku
Przed 2013 podstawowym źródłem dla historii monasteru w Supraślu była spisana w 1799 kronika dziejów klasztoru, którego autorem był bazylianin Mikołaj Radkiewicz. Według kroniki monaster został ufundowany przez marszałka Wielkiego Księstwa Litewskiego Aleksandra Chodkiewicza i prawosławnego biskupa smoleńskiego Józefa w 1498. Fundując klasztor, Chodkiewicz pragnął utworzyć w swoich dobrach znaczący ośrodek prawosławnego życia religijnego, jak również podnieść prestiż swojej rodziny. Początkowo siedzibą wspólnoty był Gródek. W 2013 Antoni Mironowicz, na podstawie nowych badań i na podstawie analizy nieznanych dotąd dokumentów związanych z klasztorem, jak również siedemnastowiecznego odpisu pomiannika ihumena Pafnucego z przełomu XV i XVI w. stwierdził, że wspólnota mnisza w Gródku powstała przed budową zamku w tejże miejscowości, a zatem przed 1497, być może nawet kilkadziesiąt lat wcześniej. Monaster nie miał charakteru cenobitycznego – mnisi żyli w oddzielonych od siebie pustelniach i spotykali się jedynie w soboty, niedziele i większe święta na wspólnych nabożeństwach. Mironowicz podważył także udział biskupa smoleńskiego w samym tworzeniu monasteru, twierdząc, że Mikołaj Radkiewicz świadomie wskazał na niego, zamiast na metropolitę kijowskiego Józefa, pragnąc stworzyć wrażenie, jakoby klasztor od samego początku miał związki z unią kościelną.
Początkowo badacze dziejów monasteru sądzili, że pierwsi mnisi pochodzili z klasztorów Athosu i zbiegli przed Turkami po upadku Konstantynopola. Twierdzenie to opierało się na zaginionym dokumencie Traditio de translatione fratrum religiosorum Grodeco-Supraslum. Odmienną tezę o sformowaniu wspólnoty z mnichów ławry Peczerskiej przedstawił przełożony klasztoru i jego historyk ihumen Mikołaj (Dołmatow). Uzasadniał on swój pogląd faktem, że Iwan Chodkiewicz, ojciec fundatora, był wojewodą kijowskim i musiał dobrze znać najsłynniejszy kijowski monaster. Mikołaj (Dołmatow) przytaczał w swoich pracach także pogląd o pochodzeniu pierwszych mnichów z Athosu i twierdził, że za tą tezą przemawiał idiorytmiczny charakter klasztoru w Gródku. Skłaniał się jednak ku przekonaniu, że pierwsi mnisi pochodzili z ławry Peczerskiej. Tezę tę przyjęła historiografia późniejsza. Według Józefa Maroszka o słuszności twierdzeń o atoskim pochodzeniu pierwszych zakonników świadczy przechowywany w monasterze Kodeks supraski. Elżbieta Kierejczuk z kolei podaje, że wśród mnichów tworzących pierwszą grupę ascetów żyjących w Gródku byli zarówno zakonnicy z Bałkanów (w tym z Athosu), jak i z Kijowa.
Pierwszym przełożonym wspólnoty był Pafnucy (Sieheń). W monasterze przebywało wówczas ok. 40 mnichów.
Tomos sankcjonujący budowę klasztoru wydał patriarcha Konstantynopola Joachim I w 1505. Tomos ten zawierał także wskazania co przyszłej organizacji życia monastycznego. Nakazywał, by wyboru przełożonego dokonywała sama wspólnota, spośród mnichów klasztoru. Zobowiązywał także mnichów do modlitwy za fundatorów, stałego pozostawania na terenie monasteru, niespożywania alkoholu. Celem działania wspólnoty miało być podnoszenie autorytetu prawosławia wśród innowierców. Procedura wyboru przełożonego była nietypowa dla prawosławnych wspólnot I Rzeczypospolitej, oznaczała bowiem rezygnację fundatorów klasztoru z prawa podawania. Akt erekcyjny został potwierdzony również przez króla Aleksandra Jagiellończyka.
W 1501 powstała najpierw drewniana cerkiew pod wezwaniem św. Jana Teologa. Aleksander Chodkiewicz pragnął w ten sposób upamiętnić swojego zmarłego ojca Iwana W dwa lata później rozpoczęto budowę cerkwi murowanej pod wezwaniem Zwiastowania Przenajświętszej Bogurodzicy. Została ona wzniesiona z fundacji prywatnych i wyświęcona przez metropolitę kijowskiego Jonasza III po zakończeniu budowy w 1511. Przy cerkwi otwarto dwie kaplice: św. Teodozjusza Pieczerskiego oraz Świętych Borysa i Gleba. Opisywane świątynie, jak wynika z najnowszych badań, powstały jeszcze w Gródku.

##### Teza o unickiej genezie powstania monasteru
W 2000 Józef Maroszek przedstawił tezę, iż klasztor supraski powstał jako placówka unicka, mająca na celu szerzenie unii florenckiej. Jego zdaniem o lokalizacji monasteru na terenie Puszczy Błudowskiej zdecydował funkcjonujący królewski zakaz budowania nowych i remontowania zniszczonych cerkwi prawosławnych. Maroszek twierdzi, że w 1503 po fundacji monasteru koncepcja włączenia go w proces szerzenia unii została zarzucona; od tego momentu klasztor miał ściśle prawosławny charakter, na co wpływ miał metropolita kijowski Jonasz. Według tego badacza informacje świadczące o unickiej genezie wspólnoty zostały konsekwentnie usunięte z jego kronik prowadzonych w późniejszym okresie w monasterze.
Teza o unickiej genezie monasteru jest konsekwentnie odrzucana przez prawosławnych autorów (zatem większość badaczy problemu) piszących o dziejach wspólnoty supraskiej. Popiera ją natomiast Wojciech Załęski. Natomiast Krzysztof Pietkiewicz, pisząc o prounijnych działaniach Aleksandra Jagiellończyka, w żaden sposób nie łączy z nimi fundacji monasteru w Supraślu.

#### Przeniesienie monasteru do Supraśla. Monaster w XV–XVI w.

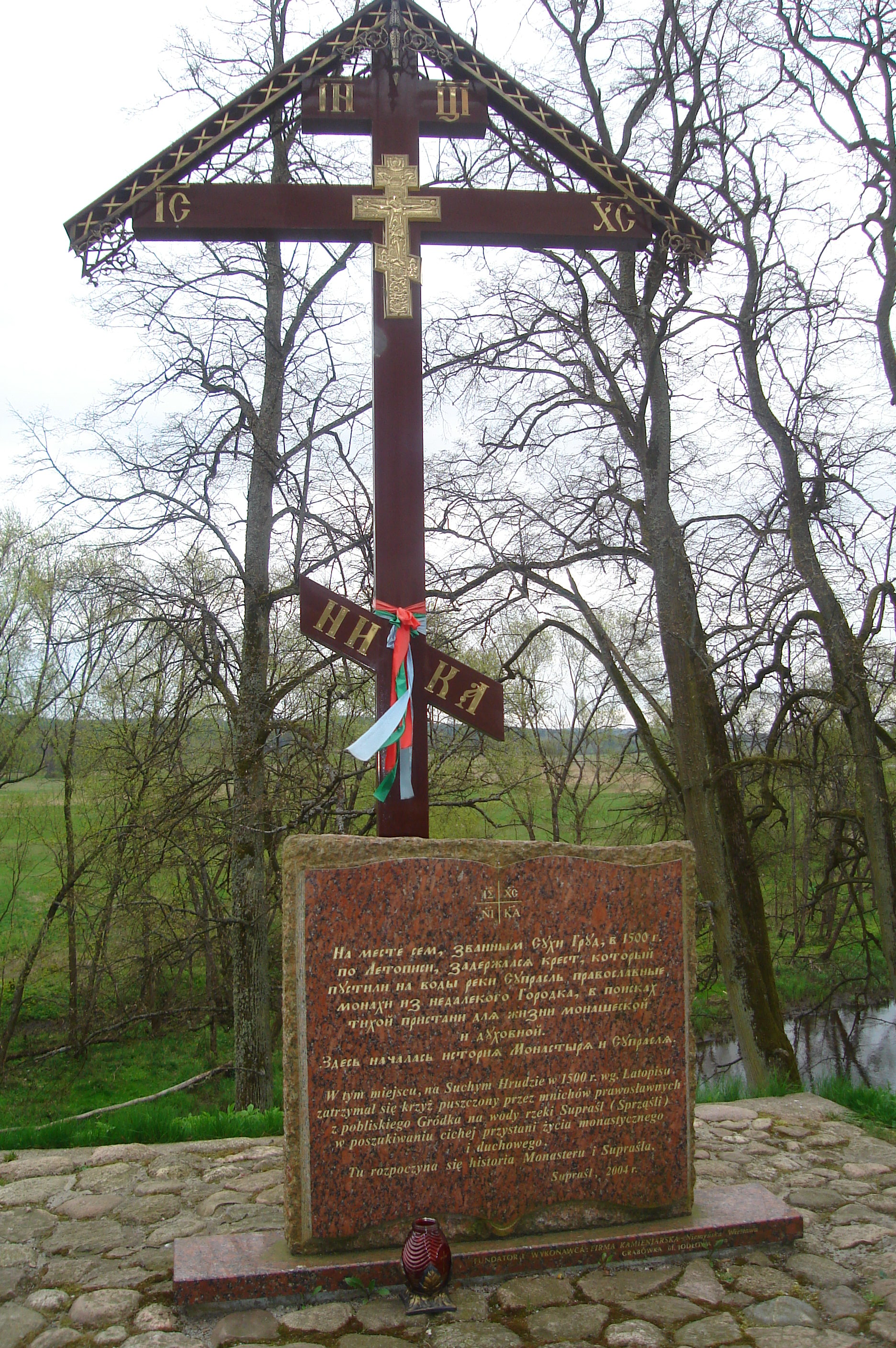
Krzyż i tablica upamiętniające miejsce, gdzie według klasztornych kronik zatrzymała się łódź wioząca mnichów z Gródka w poszukiwaniu dogodnego miejsca dla wspólnoty

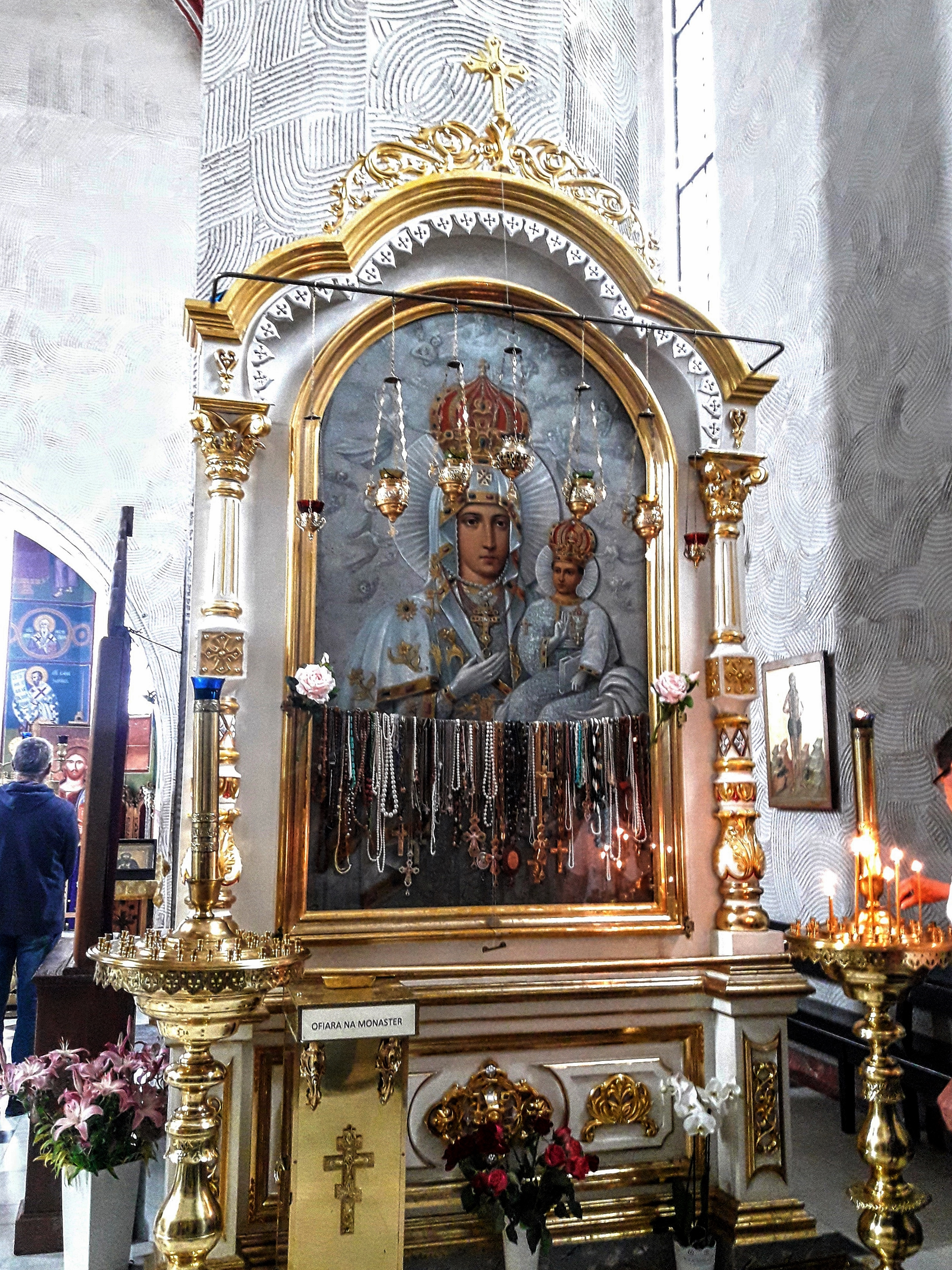
Supraska Ikona Matki Bożej

Według kroniki Radkiewicza, uznawanej dotąd za wiarygodny przekaz, po dwóch latach niektórzy mnisi opuścili miasto, inni zaś przenieśli się w bardziej ustronne miejsce w uroczysku Suchy Hrud. Według kroniki monasteru, w 1500 mnisi wyjechali łodzią z Gródka po rzece Supraśl i zatrzymali się w miejscu, gdzie łódź sama osiadła przy brzegu. Zabrali ze sobą krzyż z cząstką relikwii Krzyża Świętego. Nowy klasztor powstał w miejscu, gdzie nigdy wcześniej nie było ośrodka kultu prawosławnego.
W 2013 Antoni Mironowicz, na podstawie analizy nieznanych dotąd dokumentów związanych z klasztorem, jak również siedemnastowiecznego odpisu pomiannika ihumena Pafnucego z przełomu XV i XVI w. stwierdził, że przyjęta w tradycji historia początków klasztoru nie jest zgodna z prawdą. Mnisi nie mogli już w 1500 dysponować cenną relikwią Krzyża Świętego, gdyż otrzymali ją dopiero w roku 1507 lub 1508 od metropolity kijowskiego Józefa. O ile nie ulega wątpliwości, że wspólnota gródecka, z uwagi na gwarny charakter miasta, postanowiła przenieść się w inne miejsce, nie nastąpiło to w roku wskazanym w kronice. Prośbę mnichów o zmianę lokalizacji klasztoru poparł bowiem Józef Sołtan już jako metropolita kijowski, czyli najwcześniej w 1508. Wspólnota nie mogła jednak natychmiast zmienić swojej siedziby. Najwcześniejszy zapis z całkowitą pewnością wskazujący na działanie monasteru już w Supraślu pochodzi z 1510, zaś rok wcześniej ihumen Pafnucy otrzymał zgodę królewską na wzniesienie murowanej cerkwi. Oznacza to, że wbrew starszym ustaleniom budowa cerkwi Zwiastowania w Supraślu rozpoczęła się nie w 1503, a dopiero siedem lat później, i trwała nawet kilkadziesiąt lat.
W 1510 Aleksander Chodkiewicz nadał klasztorowi Wasilków, Dojlidy, Zabłudów i Choroszcz, jak również opracował razem z metropolitą kijowskim Józefem nową regułę monasteru. Kładła ona szczególny nacisk na pozostawanie mnichów w monasterze, zabraniając samotnych wyjazdów nawet przełożonym, zezwalając natomiast każdemu zakonnikowi na posiadanie w celi własnych ksiąg. Dzięki żonie Aleksandra Chodkiewicza, Wasilissie, w monasterze żyło wielu mnichów wykształconych, zdolnych do kopiowania ksiąg. Stąd zadaniem wspólnoty pozostawało wzmacnianie tożsamości religijnej miejscowej ludności prawosławnej i autorytetu prawosławia w oczach innowierców.
W latach 1532–1557 wzniesiono kolejną świątynię – cmentarną cerkiew Zmartwychwstania Pańskiego. Pod cerkwią znajdowały się katakumby z 132 niszami, w których planowano chować mnichów i osoby świeckie wspierające monaster.
Z czasem monaster w Supraślu stał się ważnym ośrodkiem religijnym i kulturalnym. Utrzymywał bliskie kontakty z innymi klasztorami prawosławnymi w Rzeczypospolitej i za granicą. W XVI w. znaczenie monasteru supraskiego było porównywalne z prestiżem kijowskiej ławry Peczerskiej, zaś Supraska Ikona Matki Bożej (kopia Smoleńskiej Ikony Matki Bożej, dar biskupa smoleńskiego Józefa, współfundatora wspólnoty), czczona jako cudotwórcza, była ważnym celem pielgrzymkowym. Wśród wspólnot, z którymi współpracował klasztor supraski, były monastery Kijowa, Słucka, Moskwy oraz klasztory w Serbii, Bułgarii i Grecji. Według inwentarza z 1557 w bibliotece monasteru w Supraślu znajdowało się 200 ksiąg drukowanych lub przepisywanych ręcznie, był to zatem jeden z największych księgozbiorów klasztornych w kraju. Bibliotekę tę odwiedził w 1543 przyszły król Zygmunt August i z podziwem wyrażał się o jej zbiorach. Do 1645 liczba ta wzrosła do 587, z czego 234 ksiąg spisano w języku ruskim, 201 – po łacinie, 152 – po polsku. Owocem międzynarodowych kontaktów były zbiory biblioteki monasterskiej, zawierającej rękopisy w językach ruskim, serbskim i bułgarskim i innych. Sławą w kraju cieszyło się klasztorne skryptorium, gdzie mnisi kopiowali rękopisy lub dokonywali ich kompilacji, po czym rozpowszechniali zmienione wersje.
Wyraźnym śladem współpracy z monasterami poza granicami I Rzeczypospolitej był również funkcjonujący w Supraślu kult świętych związanych z innymi państwami, a słabo znanych w I RP: ruskich duchownych Sergiusza z Radoneża, Pafnucego Borowskiego, Leoncjusza Rostowskiego, Cyryla Biełozierskiego, metropolitów Aleksego i Piotra oraz świętych serbskich Sawy, Symeona i Arseniusza. Szczególnie bliskie związki wspólnoty supraskiej z monasterami serbskimi sprawiły, że właśnie ikonografowie serbscy wykonali dekorację malarską cerkwi Zwiastowania. Kierujący grupą malarzy mnich Nektariusz brał również udział w wykonaniu dla niej ikonostasu. Również w XVI w., w czasie kierowania monasterem przez archimandrytę Sergiusza, w klasztorze wzniesiono nową spiżarnię, refektarz i kuchnię.
Mnisi angażowali się w polemiki filozoficzne i teologiczne z innymi wyznaniami. W 1582 patriarcha Serbii Gabriel w czasie swojej wizyty w Supraślu nadał archimandrycie supraskiemu Tymoteuszowi prawo noszenia mitry, zaś samemu monasterowi prawo posługiwania się tytułem ławry. W 1589 patriarcha konstantynopolitański Jeremiasz zatrzymał się w Supraślu w drodze powrotnej z Moskwy i wprowadził zmiany do wewnętrznej reguły wspólnoty, m.in. nadając jej prawo stauropigii.

### Konflikt prawosławno-unicki o monaster
Monaster w Supraślu zajął początkowo zdecydowanie negatywne stanowisko wobec aktu unii brzeskiej. Jak pisze Mironowicz

Monaster bronił ortodoksji, nie poprzez izolację od nowych trendów religijnych i filozoficznych, lecz poprzez adopcję treści zgodnych z kanonami prawosławnymi i ostrą polemikę z dogmatami im przeciwstawnymi. W największym podlaskim ośrodku zakonnym XVI w. dominowały więc antyłacińskie, antyunijne i antyreformacyjne tendencje

Jeszcze przed 1596 w klasztorze powstawały teksty o charakterze polemicznym, krytykujące nauczanie Kościoła łacińskiego, rzadziej Kościołów protestanckich. Jednak w 1595 przełożony monasteru, archimandryta Hilarion, brał udział w soborze prawosławnym we Lwowie, którego uczestnicy, z biskupem lwowskim Gedeonem na czele, uchwalili m.in. konieczność szybkiego sfinalizowania prac nad unią Kościołów katolickiego i prawosławnego. Zdaniem Mironowicza poparcie przez archimandrytę projektów unijnych wynikało z odmiennej interpretacji samego pojęcia unii przez strony katolicką i prawosławną i przekonania tej drugiej, że zawarcie unii nie pociągnie za sobą zmian obrzędowych ani dogmatycznych (przekonanie takie mieli podzielać również inni hierarchowie Kościoła prawosławnego w Polsce). Rok później, już po zawarciu unii brzeskiej, archimandryta Hilarion był uczestnikiem soboru antyunijnego obradującego w Brześciu równolegle z soborem unijnym i podpisał się pod jego postanowieniami, w tym pozbawieniem urzędów biskupów-sygnatariuszy unii. Z kolei mnich Izajasz z monasteru supraskiego brał udział w soborze unijnym.
Pierwszy unicki metropolita kijowski Michał Rahoza próbował skłonić mnichów z monasteru w Supraślu do przyjęcia unii, jednak jego starania zakończyły się niepowodzeniem. Metropolita nie zdecydował się na siłowe zmuszanie duchownych do realizacji swoich poleceń. Do jego śmierci w 1601 monaster pozostawał prawosławny i nie był z tego powodu niepokojony. Pozostawanie wspólnoty w dotychczasowej jurysdykcji wspierał jego ktitor Hieronim Chodkiewicz, który wprawdzie przeszedł z prawosławia na katolicyzm, jednak reprezentował tolerancyjną postawę wobec prawosławnych. Następca Michała Rahozy Hipacy Pociej natychmiast po objęciu urzędu przybył do Supraśla i w cerkwi Zwiastowania ogłosił przejście klasztoru do Kościoła unickiego. Wspólnota monasterska odmówiła podporządkowania się tej decyzji i z kolei ogłosiła hierarchę heretykiem; mnisi na czele z archimandrytą Hilarionem stwierdzili, że uważają za swojego zwierzchnika patriarchę Konstantynopola, a nie biskupa katolickiego, jakim był Pociej. Archimandryta poszukiwał poparcia dla wspólnoty supraskiej w innych prawosławnych klasztorach, m.in. w ławrze Peczerskiej, jednak bez powodzenia. 4 października 1601 Hipacy Pociej pozwał Hilariona (Massalskiego) do sądu za nieposłuszeństwo. Wyznaczono termin sądu, ale archimandryta odmówił stawienia się przed sądem metropolitalnym, wobec tego metropolita poprosił króla Zygmunta III Wazę, zwolennika unitów, o interwencję. Ten 19 stycznia 1602 wydał list okrężny, w którym zawiadomił o skazaniu przełożonego monasteru w Supraślu na banicję za nieposłuszeństwo wobec metropolity.
List królewski uniemożliwił Hieronimowi Chodkiewiczowi bezpośrednią obronę archimandryty Hilariona. Duchowny pozostał w Supraślu jeszcze przez rok od momentu skazania na banicję, jednak Chodkiewicz był zmuszony wskazać nowego kandydata na przełożonego. Mnich Gerazym, który został nowym archimandrytą, zgodził się przyjąć unię i przysiągł wierność Hipacemu Pociejowi. Przyjęty został również nowy regulamin wewnętrzny monasteru, który m.in. zabraniał przyjmowania nowych braci do wspólnoty bez zgody metropolity i ktitora (z wyłączeniem posłuszników). Przepis ten miał uniemożliwić napływ do Supraśla mnichów-dyzunitów z monasterów, które przyjęły unię. W tej sytuacji archimandryta Hilarion opuścił Supraśl, jednakże w 1607 zwrócił się do Hieronima Chodkiewicza z prośbą o interwencję u króla, aby ten cofnął list królewski o banicji, na którą to prośbę król Zygmunt III Waza odpowiedział pozytywnie i zezwolił na powrót mnicha do klasztoru. Chociaż monaster formalnie pozostał w jurysdykcji unickiego metropolity kijowskiego, archimandryta Hilarion zorganizował jego życie wewnętrzne zgodnie z tradycją prawosławną. Również po jego śmierci archimandryta Gerazym, który wcześniej zobowiązywał się do wierności Kościołowi unickiemu, tolerował taki stan rzeczy i w 1611 zezwolił na napisanie przez mnicha Atanazego tekstu Kilka słów i pouczenii świętych ojców Cerkwi prawosławnej, zakończono prośbą o zachowanie monasteru przy tym wyznaniu.
Konflikt o przynależność jurysdykcyjną monasteru trwał do 1635. W 1627 ktitor Krzysztof Chodkiewicz narzucił wspólnocie nową regułę, ograniczającą liczbę mnichów do sześciu. W 1631 przed sądem w Nowogródku miał miejsce proces między Chodkiewiczem a unickim metropolitą Józefem Welaminem Rutskim, który rozstrzygnął ostatecznie trybunał królewski, potwierdzając prawa metropolity do pełnej kontroli życia klasztoru. 31 marca 1635 monaster przyjął ostatecznie regułę bazyliańską.
Według prawosławnych, m.in. metropolity kijowskiego Piotra Mohyły, przejęcie monasteru przez bazylianów stało się przyczyną jego upadku jako centrum życia duchowego. W kolejnych dziesięcioleciach był on nie tyle ośrodkiem życia mniszego opartego na ascezie, co rezydencją biskupią. Mironowicz podkreśla, iż zaprowadzenie unii w Supraślu znacząco przyczyniło się do postępów tego wyznania na litewskich i białoruskich ziemiach Rzeczypospolitej. Zmieniło również kulturalne oblicze ośrodka supraskiego, umacniając wpływy łacińskie kosztem wcześniejszych kontaktów z krajami bałkańskimi i Rosją.

### Klasztor bazyliański

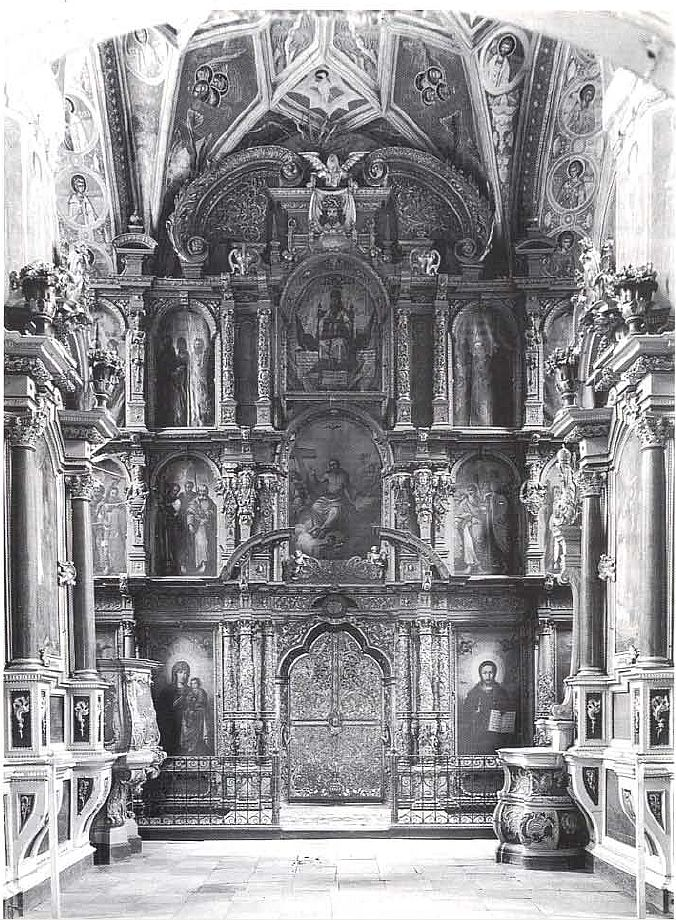
Ikonostas z XVII wieku, wstawiony do cerkwi Zwiastowania w okresie administrowania monasterem przez bazylianów

W okresie administrowania klasztorem przez bazylianów kompleks jego zabudowań został rozbudowany. Bazylianie wstawili do cerkwi monasterskiej nowe, barokowe wyposażenie. W 1643 opat Nikodem Szybiński zamówił dla niej nowy trzyrzędowy ikonostas ze zwieńczeniem. Było to jedno z najwybitniejszych barokowych dzieł tego typu w regionie. Powstało w warsztacie Andrzeja Modzelewskiego w Gdańsku lub w nieokreślonym warsztacie w Wilnie.
Między 1642 a 1652 w głównej świątyni klasztoru znalazły się również cztery ołtarze boczne.
W końcu XVII w. przy południowym skrzydle monasteru urządzony został ogród w stylu włoskim. Istniał on być może jeszcze w II połowie XIX w., chociaż był już w tym okresie zaniedbany. Zakonnicy uniccy w dalszym ciągu dokonywali pochówków w szesnastowiecznych katakumbach.

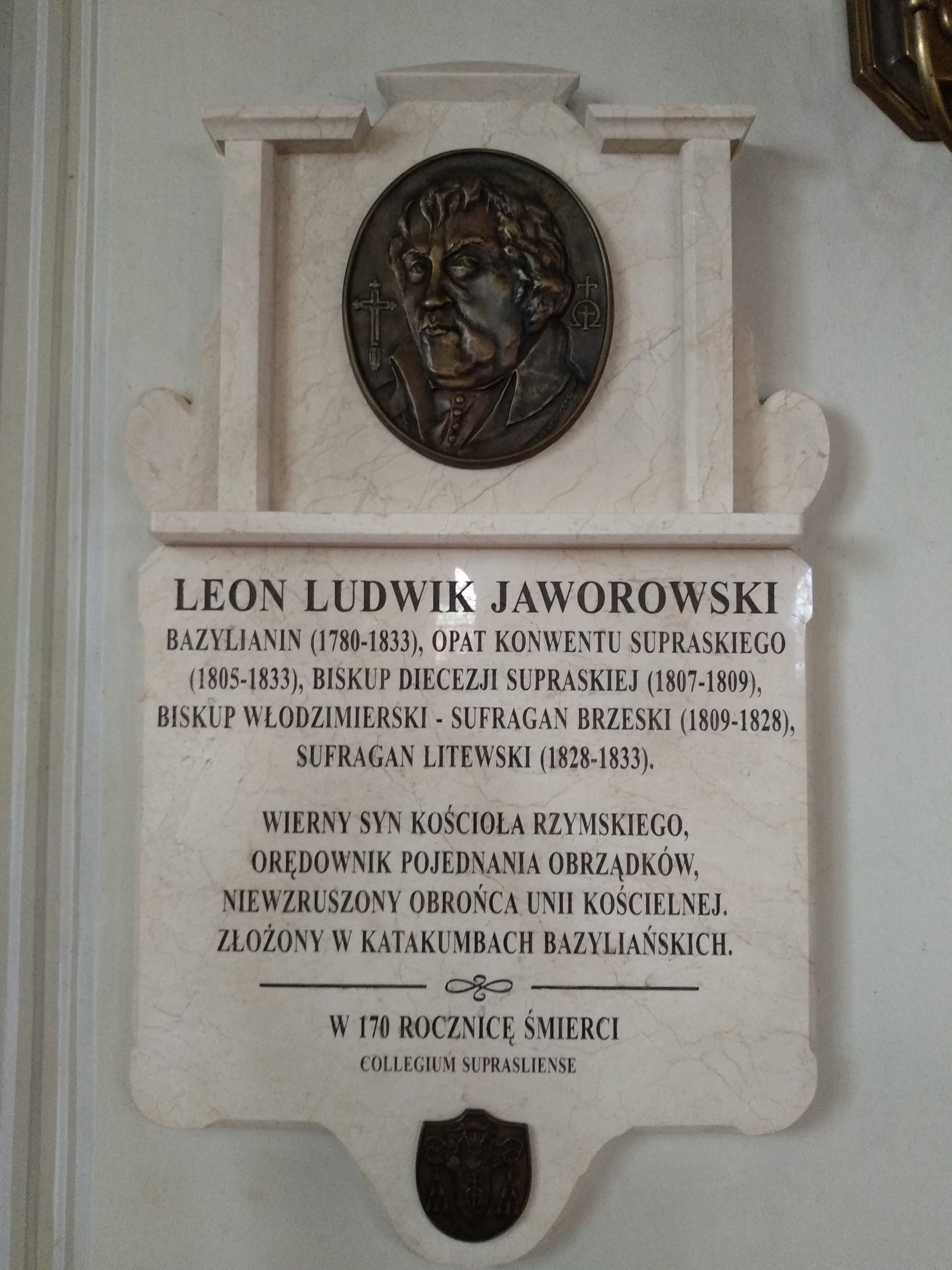
Tablica upamiętniająca unickiego biskupa Leona Ludwika Jaworowskiego w Kościele Najświętszej Maryi Panny Królowej Polski w Supraślu

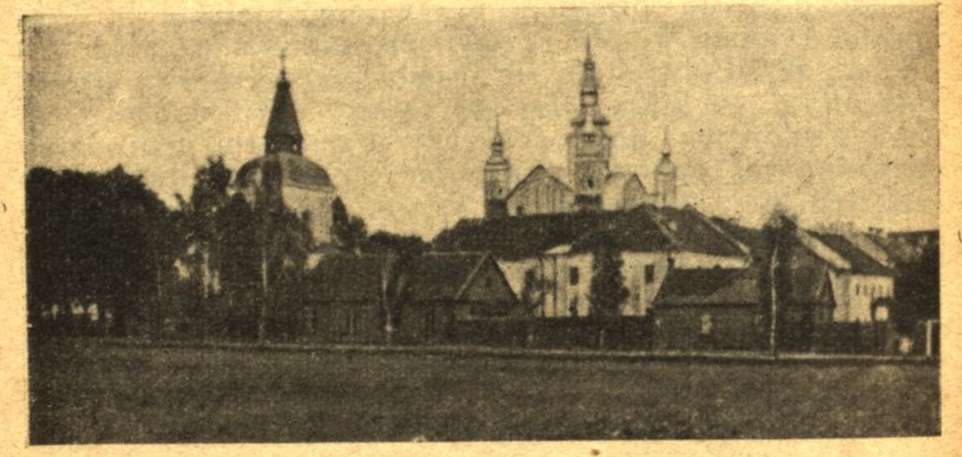
Klasztor Bazylianów

W 1733 w klasztorze w Supraślu przebywało dziewiętnastu zakonników posiadających święcenia kapłańskie, pięciu zakonników bez święceń, czterech nowicjuszy, 13 członków czeladzi i 47 rzemieślników. Czterech bazylianów czasowo przebywało w Warszawie, zaś dwóch w Kuźnicy. W latach 40. i 50. XVIII w. w kompleksie zabudowań monasterskich powstała wieża-dzwonnica i południowe skrzydło mieszkalne. W 1764 spisany został inwentarz wyposażenia klasztoru, który wykazał, iż wspólnota była w dobrej sytuacji materialnej. Wspólnota kilkakrotnie wchodziła w konflikt z unickimi metropolitami kijowskimi. W 1778 metropolita Jason Junosza Smogorzewski przez osiem lat nie zatwierdzał wyboru Teodozego Wisłockiego na opata. W okresie konfliktu o osobę przełożonego klasztor znacznie zubożał.
Klasztor w Supraślu wsparł finansowo powstanie kościuszkowskie, zaś jego drukarnia publikowała uniwersały władz powstańczych. Zaangażowanie zakonników w polskie powstanie narodowe stało się przyczyną ograniczania działalności wspólnoty przez władze zaboru pruskiego, w którym Supraśl znalazł się w wyniku III rozbioru Polski. W Prusach główna cerkiew klasztorna stała się katedrą unickiej diecezji supraskiej. W 1796 majątek wspólnoty został skonfiskowany przez władze pruskie.
W 1799 władze pruskie nie zatwierdziły wyboru Melecego Osuchowskiego na nowego opata klasztoru i oskarżyły o nieopłacenie dwóch należności względem dwóch kupców. W rezultacie Osuchowski musiał opuścić Supraśl. Nowym kandydatem na przełożonego wspólnoty został Leon Ludwik Jaworowski, jednak i jego elekcję potwierdzono dopiero w 1805.
W 1807 na mocy traktatu w Tylży Supraśl razem z całym obwodem białostockim znalazł się w granicach Imperium Rosyjskiego.

#### Bazyliańska drukarnia supraska

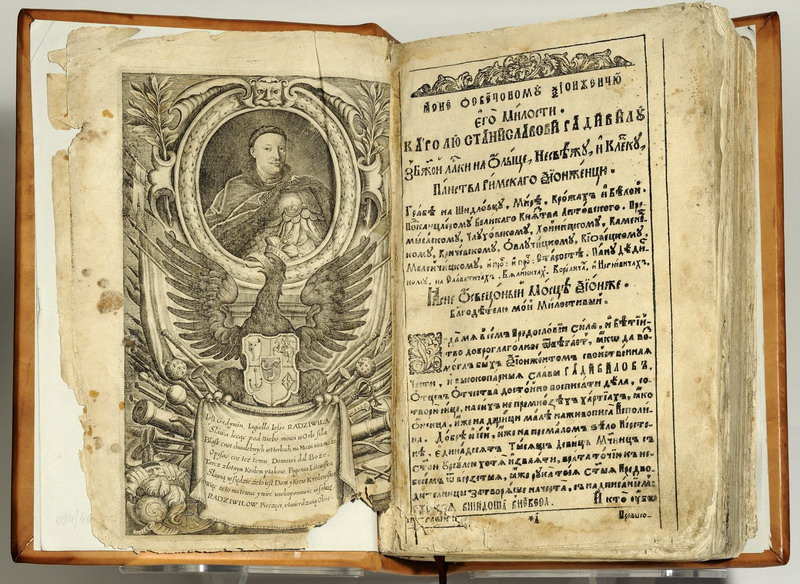
Liturgikon, czyli Sługa (1692–1695), wydrukowany w supraskiej drukarni i ozdobiony wyrytym wizerunkiem Stanisława Radziwiłła.

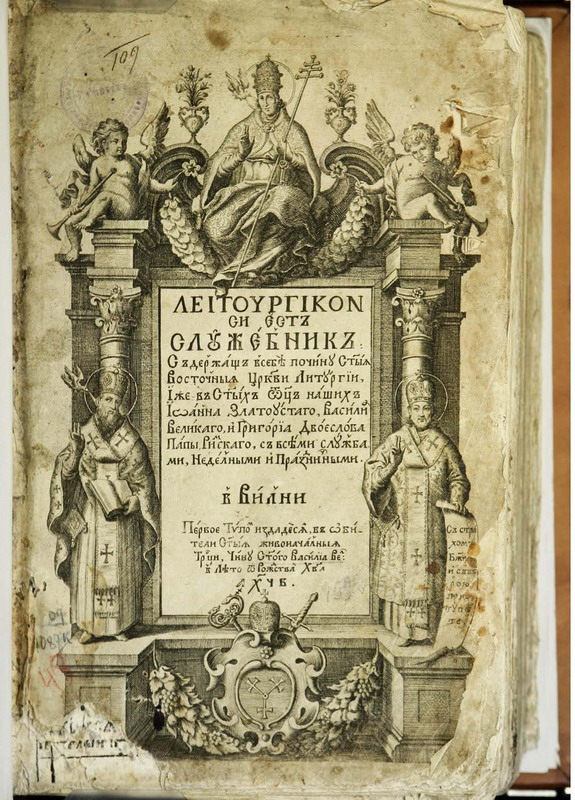
Liturgikon, czyli Sługa (1692–1695), strona tytułowa.

W 1693, dzięki staraniom metropolity kijowskiego Cypriana Żochowskiego, w klasztorze pojawiła się prasa drukarska, przeniesiona z klasztoru Bazylianów w Wilnie. Pierwszą pozycją wydrukowaną w monasterze był unicki Służebnik (mszał). Z kolei pierwszą książką w całości powstałą w Supraślu (druk Służebnika rozpoczęto jeszcze w Wilnie) był spisany w języku cerkiewnosłowiańskim żywot św. Onufrego opublikowany w 1696. Metropolita Cyprian Żochowski przekazał w testamencie drukarnię swojemu krewnemu, jednak suprascy bazylianie ostatecznie zachowali ją w klasztorze. W kolejnym dziesięcioleciu jej działalność nie była jednak zbyt ożywiona. Sytuacja uległa zmianie po objęciu obowiązków przełożonego przez Leona Kiszkę. W 1711 w Supraślu wydrukowano Zapach mirrhowego snopka, to jest modlitwy nabożne o Męce Pańskiej i N. Panny, Garści mirrhowego snopka, zaś rok później Snopek mirrhy gorzkiej Męki Jezusowej i jego Matki Najświętszej Panny. W 1713 dzięki zabiegom Leona Kiszki Kongregacja Rozkrzewiania Wiary wydała dekret aprobujący działalność drukarni.
Oficyna wydawnicza oo. Bazylianów wydała ponad trzysta tzw. druków supraskich – głównie o treści religijnej (przekłady ewangelii, modlitewniki, apokryfy, homilie, pieśni). Produkcja świecka obejmowała: literaturę piękną, popularnonaukową, polityczną oraz rozprawy naukowe.
W 1720, trzy lata po objęciu przez Leona Kiszkę urzędu unickiego metropolity kijowskiego, zwołany z jego inicjatywy synod zamojski postanowił upodobnić obrządek unicki do łacińskiego. Druk ksiąg liturgicznych niezbędnych dla potrzeb zreformowanego Kościoła został podjęty w drukarni supraskiej. W 1722 opublikowano pierwsze księgi zalecone przez synod. Łącznie w latach 1711–1728 w Supraślu wydrukowano 65 różnych tekstów, z czego zdecydowaną większość (40) w języku polskim, 13 po łacinie i 12 cyrylicą. Obok ksiąg liturgicznych, które trafiły następnie do cerkwi w całej metropolii, w Supraślu drukowano także popularne modlitewniki, kalendarze oraz pozycje zamawiane przez konkretne osoby prywatne lub przez klasztory katolickie w regionie. W 1727 w monasterze wydano Thron ojczysty A. Kołudzkiego. Po śmierci Leona Kiszki w 1728 aktywność drukarni osłabła, także za sprawą jej złego zarządzania przez prefekta Józefa Ostrowskiego. Również po objęciu obowiązków opata supraskiego przez Jerzego Bułhaka w 1733 nie doszło w tym zakresie do wyraźnej poprawy, gdyż przełożony interesował się przede wszystkim rozbudową klasztoru, nie zaś rozwojem drukarni. Drukarnia zachowywała jednak sławę zyskaną w poprzednich dziesięcioleciach. Do końca XVIII w. opublikowano w niej m.in. zbiór tłumaczeń Jana Andrzeja i Stanisława Morsztynów Morsztyniana collectio insignis (1752), traktat W. Pęskiego Domina palatii regina libertas (1736), bajki Ezopa Ezop nowy polski (1750 i 1767), omówienie sporów o Ordynację Ostrogską Akta publiczne do interessu Ostrogskich należące (1754–1756), sylwa K. Niesiołowskiego Otia publica i Otia domestica (1743 i 1752).
W II połowie XVIII w. drukarnia coraz częściej publikowała teksty świeckie, których celem było upowszechnianie wiedzy. W 1767 wydano Krótkie zebranie historii i geografii polskiej T. Wagi, w 1770 podręcznik taktyki wojskowej de Jeneya Partyzant czyli sztuka prowadzenia pomyślnie wojny podjazdowej, w 1774 i 1779 opracowanie zielarskie Wiadomość ciekawa, czyli skutek zbóż, jarzyn i ziół. Zdecydowanie zmniejszyła się liczba drukowanych ksiąg liturgicznych na potrzeby Kościoła unickiego, powstało natomiast 85 tego typu publikacji na potrzeby wspólnot staroobrzędowych. W 1784 prefekt drukarni Melecy Osuchowski doprowadził do całkowitej zmiany jej profilu – odtąd w Supraślu publikowano głównie świecką literaturę piękną, poradniki gospodarcze, medyczne, rolnicze i prawnicze, podręczniki i teksty publicystyczne o charakterze politycznym i społecznym. Drukarnia zaczęła również dokonywać przedruków popularnych tekstów, podając fałszywe miejsce publikacji lub nie wskazując, że dzieło publikowała drukarnia zakonna. Bazylianie publikowali także śpiewniki i modlitewniki, zbiory kazań, traktaty religijne, kalendarze oraz księgi liturgiczne dla staroobrzędowców, całkowicie natomiast zarzucili wydawanie analogicznych dzieł na potrzeby własne Kościoła – tu nadal użytkowane były ich starsze księgi lub publikacje drukarni wileńskiej i poczajowskiej. W 1790 oficyna otrzymała przywilej króla Stanisława Augusta Poniatowskiego.
Zaborcze władze pruskie poważnie ograniczyły działalność drukarni. W 1796 do Białegostoku sprowadzono drukarza niemieckiego J. Kantera, który przejął publikację druków urzędowych. Następnie bazylianom zabroniono publikowania kalendarzy świeckich, zaś po odmowie sprzedania całej oficyny Kanterowi władze zaczęły nękać ich ciągłymi kontrolami, natomiast w 1800 obłożyły wszystkie publikacje nakazem cenzury. Do 1803 bazylianie wydali jedynie nieliczne teksty religijne oraz poradniki. W 1803 zaborcy ostatecznie zmusili zakonników do sprzedania warsztatu J. Appelbaumowi (wcześniejszemu nabywcy drukarni Kantera).
Łącznie w okresie swojego istnienia drukarnia opublikowała ok. 500 pozycji, z czego 71% w języku polskim, 18% cyrylicą, 10,5% po łacinie i 0,5% w języku litewskim.
Badania nad losami księgozbioru supraskiego prowadzili: Nadieżda Morozowa, Sergiusz Temczin, Nikołaj Nikołajew, Larysa Szczawińska, Antoni Mironowicz, Józef Maroszek.

### Klasztor prawosławny (XIX–XX w.)

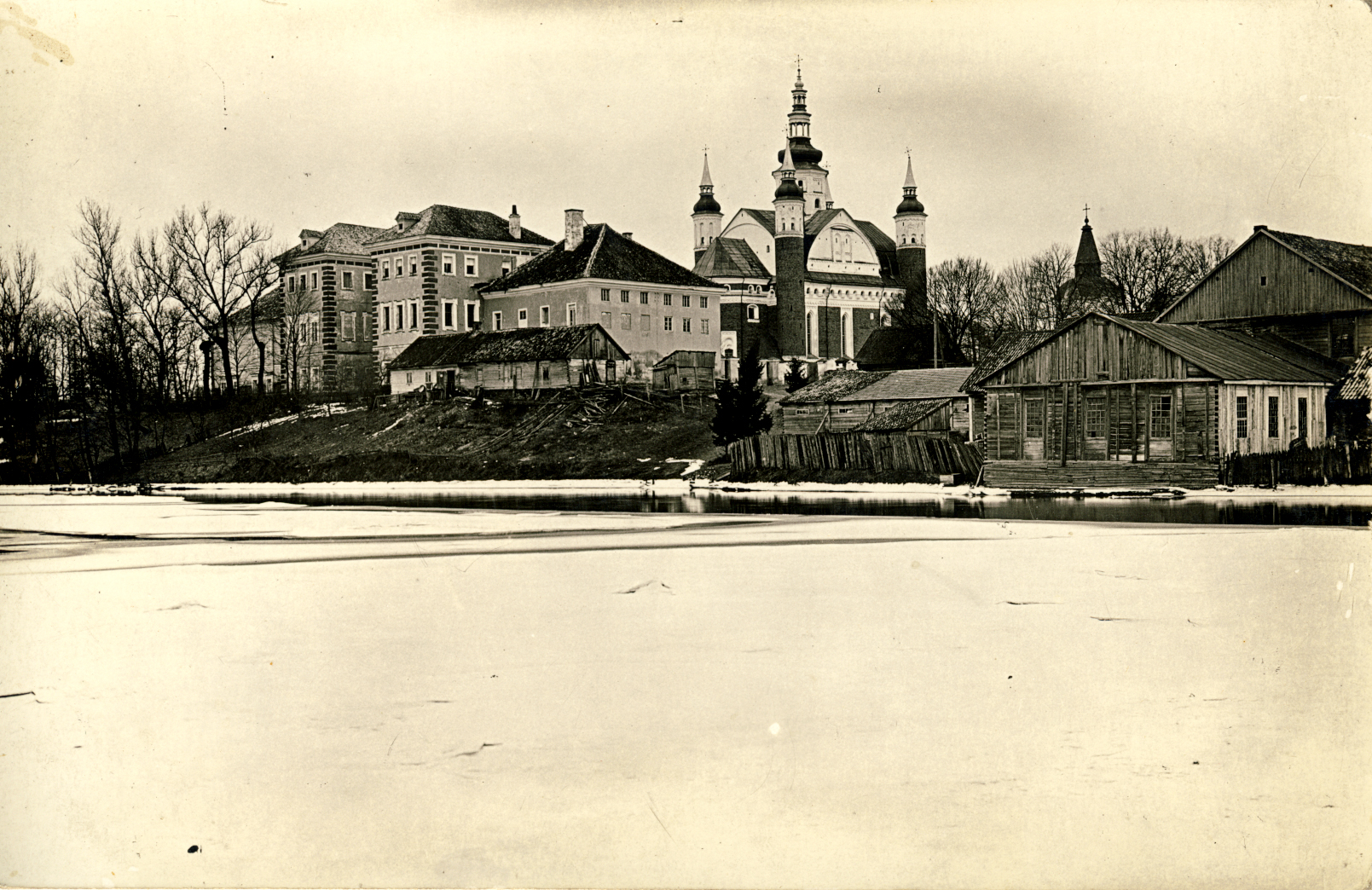
Pałac Opatów i cerkiew Zwiastowania między 1915 a 1918 rokiem od strony rzeki Supraśl

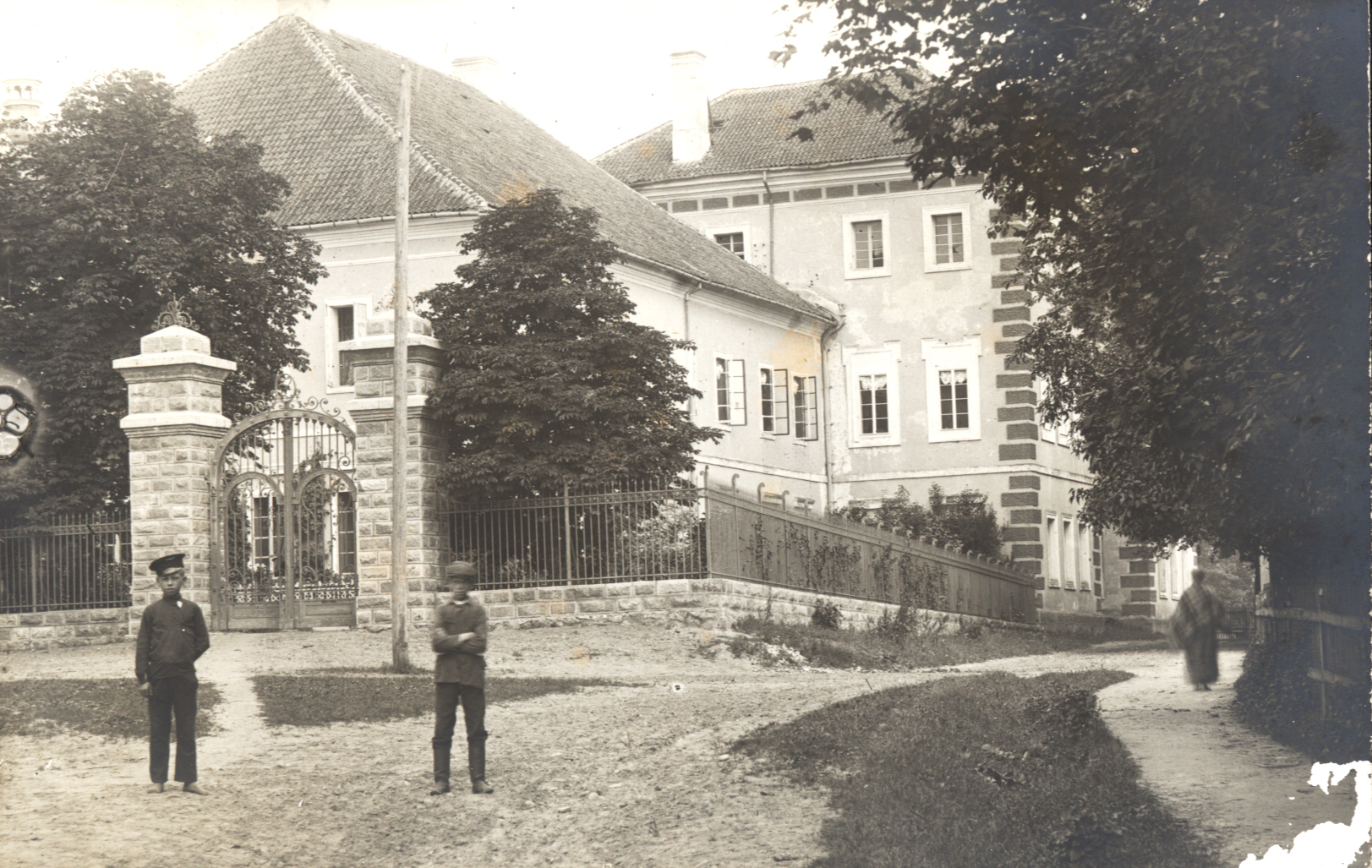
Pałac Opatów między 1915 a 1918 rokiem

W 1824 klasztor w Supraślu został ponownie objęty przez Kościół prawosławny. Część zabudowań monasterskich pełniła już wówczas inne niż pierwotne funkcje, np. w skrzydle wschodnim w latach 1807–1833 istniał szpital, zaś część budynków wydzierżawiono Wilhelmowi Zachertowi z przeznaczeniem na zakłady włókiennicze. Mnisi administrowali zachodnią częścią obiektów, gdzie obok pomieszczeń mieszkalnych znajdowała się szkoła duchowna. W pierwszych latach po przywróceniu klasztorowi pierwotnego wyznania we wnętrzu jego świątyń dokonano znaczących zmian, które miały wyeliminować z niego unickie elementy. Usunięcie ołtarzy bocznych i organów zostało źle przyjęte przez miejscowych wiernych. Jak opisywał ihumen Mikołaj (Dołmatow) w swojej kronice, zebrali się oni tłumnie w świątyni i przez kilkanaście dni nieustannie śpiewali pieśni religijne przy wtórze organów.
W XIX w. ks. prof. Michał Bobrowski odnalazł i opisał w bibliotece klasztornej Kodeks supraski.
Monaster był w trudnej sytuacji materialnej. Środków na niezbędne renowacje obiektów klasztornych poszukiwano, wyprzedając zbiory biblioteki monasterskiej, m.in. do Biblioteki Publicznej w Wilnie oraz do prywatnych zbiorów. W 1873 Świątobliwy Synod Rządzący zastanawiał się nawet nad likwidacją wspólnoty. Do utrzymania istnienia monasteru przekonał władze cerkiewne jego przełożony, archimandryta Innocenty (Komaniecki). Od tego momentu klasztor otrzymywał liczne dary, które umożliwiły wzniesienie nowej cmentarnej świątyni św. Pantelejmona.
Do odnowy monasteru znacząco przyczynił się archimandryta Mikołaj (Dołmatow), jego przełożony od 1881. Polecił on wyremontować cerkiew Zwiastowania i wznieść nową świątynię pod wezwaniem św. Jana Teologa (1890), jak również założyć w Podsupraślu cmentarz prawosławny z cerkwią św. Jerzego (wzniesioną w 1901). Archimandryta założył przy klasztorze bractwo cerkiewne i przytułek dla sierot, doprowadził również do usunięcia z monasteru duchownych osadzonych w nim za przestępstwa kanoniczne i przyjęcia na ich miejsce nowych kandydatów do życia zakonnego. Mikołaj (Dołmatow) był również autorem pierwszego całościowego opracowania dotyczącego dziejów monasteru. W II połowie XIX rozebrano będącą w złym stanie technicznym cerkiew Zmartwychwstania Pańskiego. Pochówków w katakumbach nie dokonywano już wcześniej, użytkując jedynie klasztorny cmentarz położony na południe od budynków monasterskich. Na dzwonnicy klasztornej znajdowało się kilka dzwonów, z których największe ważyły 2400, 1700 i 1200 kg. Los tych obiektów po I wojnie światowej nie jest znany.
W 1915 mnisi udali się na bieżeństwo, zabierając ze sobą całe ruchome wyposażenie klasztoru. Do monasteru wrócił z nich jedynie hieromnich Sawa (Gawryluk). Budynki cerkwi monasterskich nie poniosły strat w czasie działań wojennych.

### W II Rzeczypospolitej

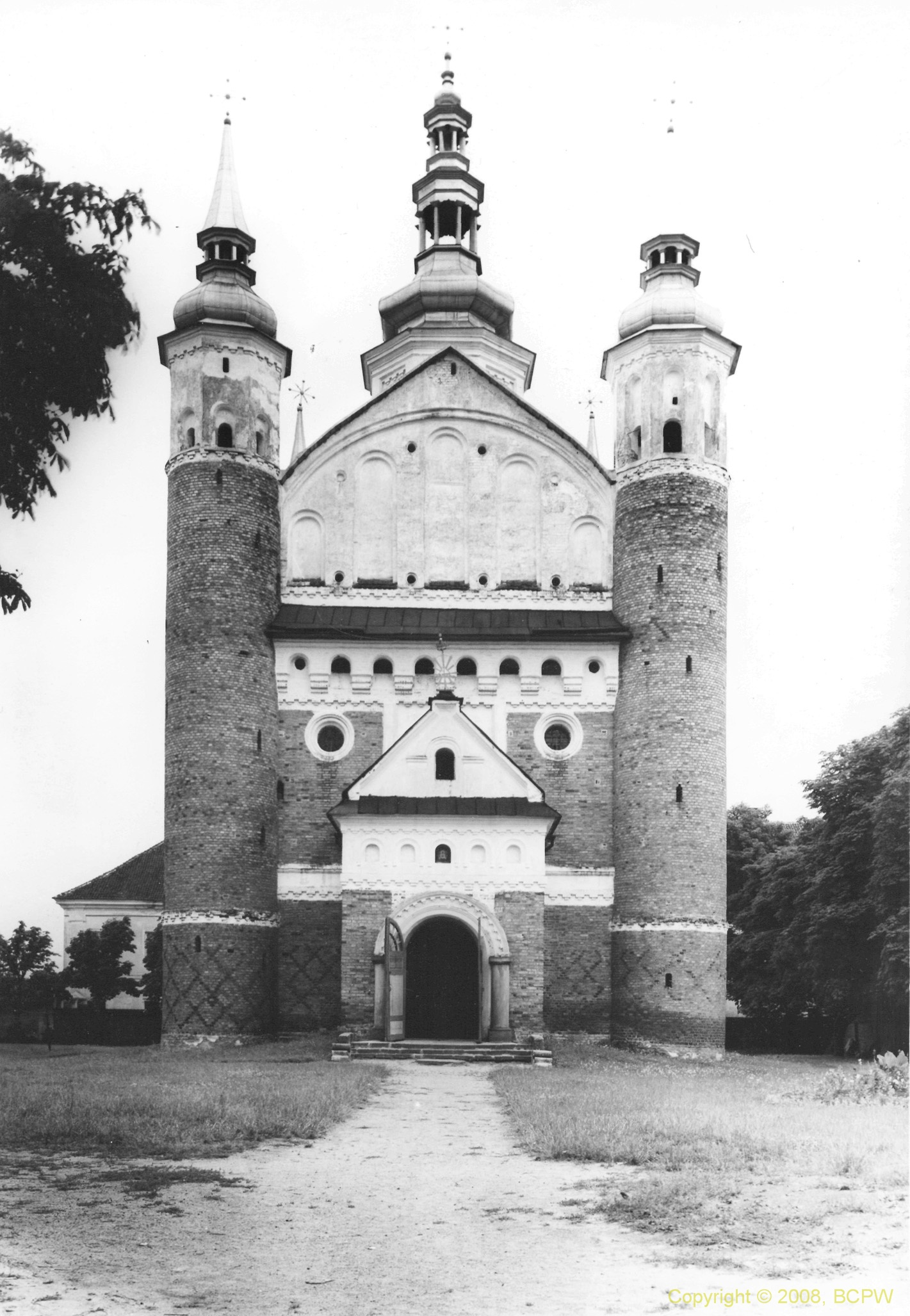
Cerkiew Zwiastowania w 1936 r.

8 sierpnia 1919 inspektor Zbigniew Łaszczyński w asyście burmistrza Supraśla Władysława Kozłowskiego zamknął i opieczętował cerkiew Zwiastowania. Na ich polecenie mnich Sawa przeniósł wszystkie utensylia cerkiewne do mniejszej cerkwi św. Jana Teologa, jednak nie została ona przywrócona do użytku liturgicznego. Po trzech latach burmistrz miasta przekazał zarząd nad monasterską dzwonnicą, oficyną i cerkwiami Dyrekcji Dróg Publicznych w Białymstoku, pozostałe budynki zaś – Sejmikowi Białostockiemu, który następnie przeznaczył je na siedzibę szkoły rolniczej. Również w 1922 prawosławne Bractwo Supraskie, występując w imieniu 2235 wiernych zamieszkujących w mieście, skierowało do Naczelnika Państwa Józefa Piłsudskiego list z apelem o zwrot świątyń i nadanie im statusu parafialnych. Proszono również o zwrot dzwonnicy, rezygnując z innych budynków i gruntów. List ten przekazano do Ministerstwa Wyznań Religijnych i Oświecenia Publicznego, które z kolei pozostawiło stosowną decyzję wojewodzie białostockiemu. Jego zdaniem prawosławni mogli korzystać z cerkwi na cmentarzu w Podsupraślu jako z filii parafii w Wasilkowie, zaś świątynie dawnego monasteru powinny zostać przekazane katolikom, którzy dysponowali zbyt małym w stosunku do liczby wiernych kościołem parafialnym. W 1924 na polecenie wojewody mnich Sawa został usunięty z mieszkania na terenie monasteru. Rok później dwa budynki i część ziemi klasztornej przekazano w dzierżawę katolickiemu zakonowi salezjanów.
W 1926 cerkwie klasztorne oglądał starosta białostocki, potwierdzając zarazem ich zamknięcie i przekazanie kluczy burmistrzowi Supraśla. Jednak 4 października 1927 rzymskokatolicki metropolita wileński Romuald Jałbrzykowski odprawił mszę świętą w cerkwi Zwiastowania. Ministerstwo Wyznań Religijnych i Oświecenia Publicznego nie udzieliło prawosławnemu metropolicie warszawskiemu i całej Polski Dionizemu wyjaśnień w tej kwestii. Równocześnie po odprawionej mszy hierarcha katolicki przekazał klucze do cerkwi proboszczowi miejscowej parafii katolickiej. W 1929 metropolita wileński ubiegał się w ministerstwie wyznań o definitywne przekazanie kompleksu klasztornego katolikom, z przeznaczeniem na dom dla emerytowanych duchownych. Ostatecznie budynki klasztorne zostały przekazane salezjanom, którzy prowadzili w nich sierociniec.
Salezjanie w 1937 zamknęli cerkiew św. Jana Teologa, mimo protestów prawosławnych mieszkańców miasta, którzy wcześniej w tym samym roku po raz kolejny ubiegali się w ministerstwie wyznań o otwarcie świątyni. Z obiektu zdjęto krzyż prawosławny, zaś wyposażenie przeniesiono do domu ludowego w Supraślu. Prawosławna diecezja grodzieńska i zarząd monasteru, rezydujący w Grodnie, wytoczyli wówczas powództwo przeciwko rzymskokatolickiej metropolii wileńskiej i Skarbowi Państwa o zwrot majątku monasteru w Supraślu, jakim dysponował on w momencie odzyskania niepodległości przez Polskę. Sąd Okręgowy w Białymstoku w marcu 1938 oddalił wniosek. Losy apelacji nie są znane. Na krótko przed wybuchem II wojny światowej wartość zabudowań monasterskich oszacowano na 495 954 złote, z czego 166 tys. przypadało na główną cerkiew, zaś 16 200 na cerkiew św. Jana Teologa, która, jak zaznaczono, straciła na wartości z powodu porzucenia i nieużytkowania.

### II wojna światowa i okres PRL

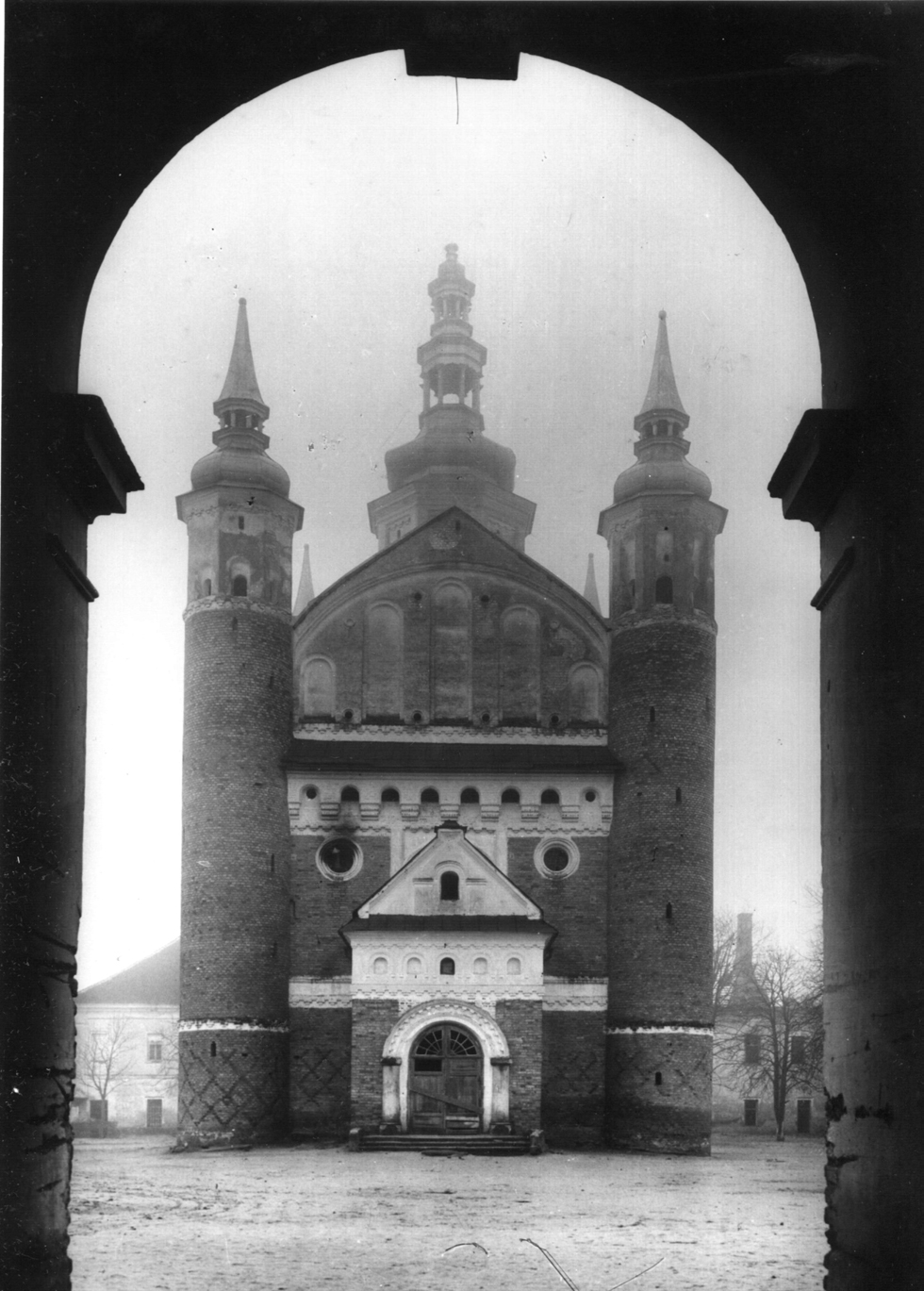
Cerkiew Zwiastowania w 1941 r.

W latach 1939–1941 monaster został zdewastowany przez kwaterujące w nim wojska radzieckie. W cerkwi św. Jana Teologa została urządzona kuchnia, zaś w głównej świątyni – kuźnia. Żołnierze wynieśli z budynku ikony i zniszczyli barokowy ikonostas. W 1942 proboszcz parafii prawosławnej w Supraślu ks. Aleksy Mularczyk uzyskał u niemieckich władz okupacyjnych zgodę na ponowne otwarcie cerkwi św. Jana Teologa i wznowienie w niej nabożeństw. Według wspomnień matuszki Walentyny Mularczyk, w tym czasie w cerkwi dochodziło do aktów wrogości wobec prawosławnych ze strony części miejscowych katolików; władze okupacyjne zagroziły wówczas, iż w razie poniesienia przez prawosławnego proboszcza jakiejkolwiek krzywdy sprawcy zostaną ukarani. Od tego momentu do incydentów nie dochodziło.
W czasie hitlerowskiej okupacji do Supraśla przybyło kilku mnichów pochodzących najprawdopodobniej z obszaru ZSRR. Zamieszkali oni w budynku pałacu archimandrytów. W 1944, przed wycofaniem się z Supraśla, wojska niemieckie zburzyły cerkiew Zwiastowania Bogurodzicy, zaś mnichów zmusiły do opuszczenia monasteru. Jedynie archimandryta Izydor, poruszający się z trudem, odmówił opuszczenia zabudowań i przeżył wysadzenie świątyni w budynku rezydencji przełożonych klasztoru. Był on naocznym świadkiem wysadzenia głównej cerkwi.
Po II wojnie światowej nowe władze zgodziły się na dalsze użytkowanie przez prawosławnych otwartej w 1942 cerkwi. Wywołało to protesty miejscowej ludności katolickiej.
W kolejnych latach w budynkach dawnego klasztoru powstał Ośrodek Szkolenia Mechanizacji Kadr Rolnictwa. W 1954 placówka ta zwróciła się do Wojewódzkiej Rady Narodowej z prośbą o zgodę na przejęcie cerkwi na własne potrzeby. Twierdzono, że z powodu działania na jej terenie świątyni szkoła nie może wychowywać swoich słuchaczy w duchu socjalistycznym, a pomieszczenie zajmowane przez obiekt sakralny jest potrzebne na salę wykładową. W swoim podaniu autorzy podkreślali, że to władze okupacyjne oddały prawosławnym cerkiew należącą przed wojną do katolików, pomijając wcześniejszą przynależność konfesyjną monasteru. Po rozmowie przedstawiciela lokalnych władz partyjnych z diecezją białostocko-gdańską parafia w Supraślu zrezygnowała z cerkwi św. Jana Teologa. Przy pomocy wiernych jej proboszcz przeniósł wyposażenie obiektu do cerkwi na cmentarzu w Podsupraślu.
Po 1945 w klasztorze znajdowała się szkoła rolnicza. W tym okresie zniszczeniu uległy resztki ogrodu klasztornego, gdyż kierownictwo szkoły urządziło na jego terenie boisko i działki. We wrześniu 1947 r. Naczelna Dyrekcja Muzeów i Ochrony Zbiorów poleciła Stanisławowi Bukowskiemu kierowanie robotami zabezpieczającymi i przystąpienie do pełnej odbudowy całego założenia klasztornego. Do 1949 r. powstał pierwszy projekt rekonstrukcji części prawego skrzydła, a w latach 1953–1954 został opracowany kolejny projekt adaptacji dawnego klasztoru dla potrzeb szkolnictwa. Budynki klasztorne i pałac archimandrytów odbudowano do r. 1955. 

### Odbudowa i reaktywacja klasztoru prawosławnego

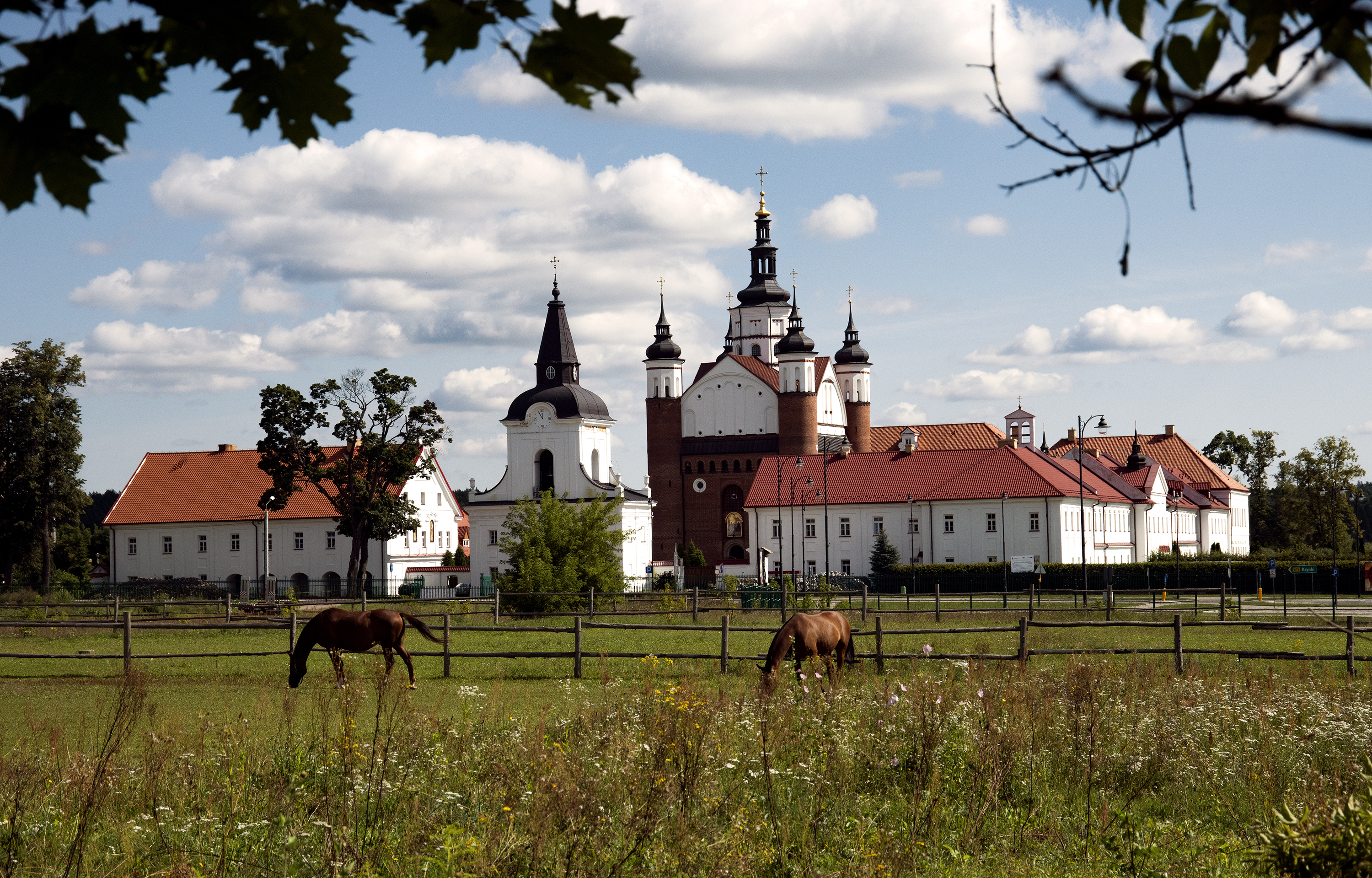
Panorama monasteru

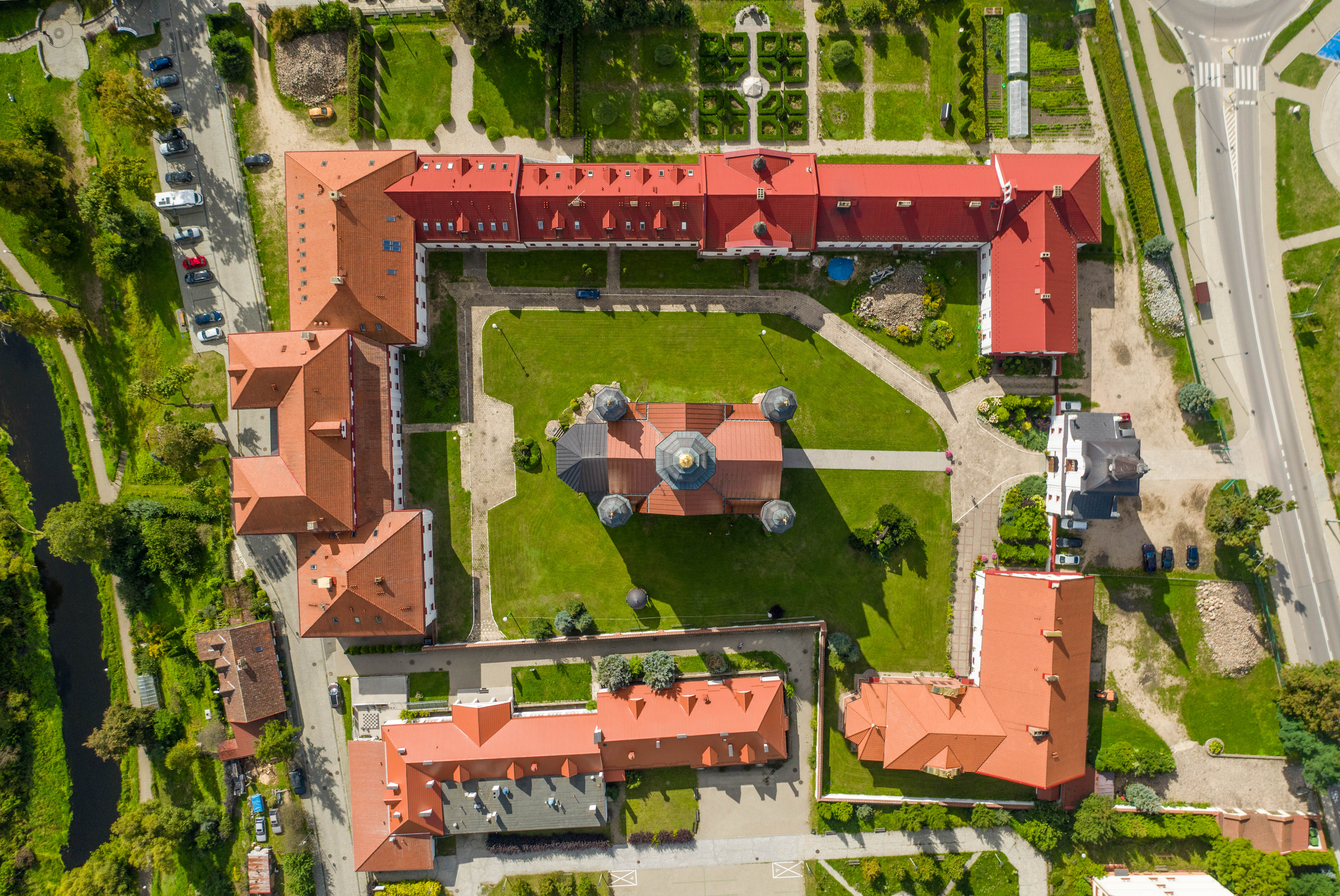
Zespół klasztorny – widok z góry

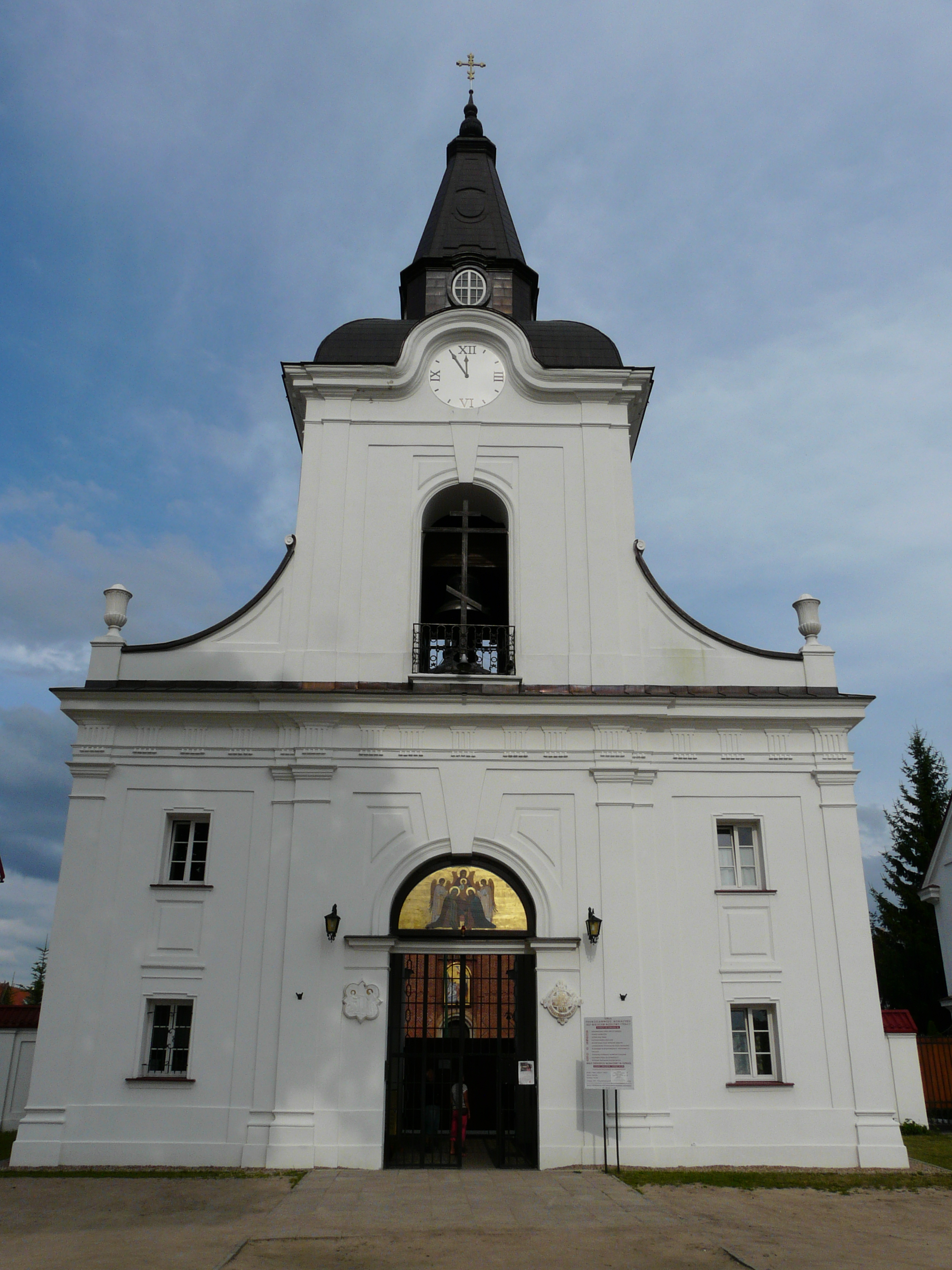
Brama monasteru

Od lat 80. XX w. Polski Autokefaliczny Kościół Prawosławny stopniowo odzyskiwał budynki klasztorne i prowadził prace konserwatorskie i remontowe. Główną przeszkodą w tych staraniach było stanowisko ówczesnego arcybiskupa rzymskokatolickiego Stanisława Szymeckiego, żądającego przekazania monasteru Kościołowi katolickiemu. W toczącym się sporze Kościół katolicki wspierała grupa naukowców,  którzy udowadniali unickie początki supraskiego monasteru.
Inicjatorem odbudowy kompleksu był arcybiskup białostocki i gdański Sawa. 15 czerwca 1984 do pracy duszpasterskiej w Supraślu został skierowany hieromnich Miron (Chodakowski), który 25 listopada otrzymał godność ihumena i zadania przełożonego reaktywowanej wspólnoty monastycznej. Pod jego kierunkiem w klasztorze przeprowadzono gruntowną renowację cerkwi św. Jana Teologa, zabudowań mieszkalnych i gospodarczych oraz podjęto odbudowę zrujnowanej cerkwi Zwiastowania. Jego następca – archimandryta Gabriel, pełniący jednocześnie obowiązki proboszcza przyklasztornej parafii, kontynuował prace nad odbudową zabudowań klasztornych oraz zniszczonej w 1944 r. cerkwi obronnej. 26 sierpnia 1999  w południowym skrzydle monasteru otwarto drukarnię, nawiązującą do istniejącej w latach 1693–1803. W 2001 na dzwonnicy monasterskiej zawieszono sześć nowych dzwonów, następnie ich liczba wzrosła do ośmiu. W 2006 rozpoczęto prace nad urządzeniem stylowego ogrodu barokowego według projektu Katarzyny Mikołajczyk. Prace remontowe w ławrze supraskiej były wspieranie finansowo z budżetu państwa polskiego.
Przez osiem lat, od 1997, trwał konflikt o zwrot zdewastowanych w XX w. monasterskich katakumb między Polskim Autokefalicznym Kościołem Prawosławnym i zakonem bazylianów; władze Supraśla, mimo powstania początkowo planu konserwacji katakumb w ramach odbudowy monasteru, utrudniały wspólnocie ich przejęcie. Prawosławny metropolita warszawski i całej Polski Sawa kontaktował się w tej sprawie z premierem RP Jerzym Buzkiem, pisząc o „trudnościach, czy wręcz dyskryminacji względem prawosławnych”. W 2001 powstał projekt budowy na katakumbach kaplicy ekumenicznej. Konflikt zakończył się decyzją Komisji Regulacyjnej do Spraw Polskiego Autokefalicznego Kościoła Prawosławnego z 22 czerwca 2005, na mocy której właścicielem terytorium katakumb został ponownie prawosławny klasztor. Planowana jest odbudowa cerkwi Zmartwychwstania Pańskiego.
W 2006 na terenie monasteru otwarte zostało Muzeum Ikon. W tym samym roku po raz pierwszy został wyświetlony film dokumentalny Romana Wasiluka o monasterze pt. Monaster nad Supraślą. 1 marca 2008 miała miejsce inauguracja działalności Akademii Supraskiej. Od 2008 co roku w monasterze odbywa się Międzynarodowy Festiwal Cerkiewnego Dzwonienia.
18 sierpnia 2012 monaster odwiedził zwierzchnik Rosyjskiego Kościoła Prawosławnego, patriarcha Moskwy i całej Rusi Cyryl I.
W 2013 – dzięki dotacjom z Unii Europejskiej oraz Ministerstwa Kultury i Dziedzictwa Narodowego – zakończono prace przy odrestaurowywaniu wnętrza pałacu archimandrytów.
Na początku 2014 staraniem mnichów, miejscowych parafian oraz pielgrzymów wykonano zadaszenie katakumb, zabezpieczając je przed dalszą dewastacją. 10 sierpnia 2014 na terenie monasteru otwarto Izbę Pamięci arcybiskupa hajnowskiego Mirona, pierwszego po reaktywacji klasztoru przełożonego wspólnoty, tragicznie zmarłego w katastrofie smoleńskiej w 2010. W 2015 w południowym budynku monasterskim zaadaptowano pomieszczenie na cerkiew św. Antoniego Supraskiego, mającą upamiętniać 500-lecie męczeńskiej śmierci patrona. Pierwszą Boską Liturgię w nowej świątyni celebrowano 22 marca tegoż roku.
Monaster supraski został laureatem konkursu „Podlaska Marka Roku 2014”.
22 sierpnia 2016 monaster odwiedził prawosławny patriarcha Antiochii Jan X.
Od 16 lipca 2017 r. w każdą niedzielę sprawowany jest w Ławrze akatyst ku czci św. Łukasza Biskupa Krymu, patrona budowanej cerkwi w Łaźniach (świątyni filialnej parafii supraskiej).
24 sierpnia 2017 r. – decyzją Świętego Soboru Biskupów PAKP – przełożony monasteru, archimandryta Andrzej (Borkowski) został wybrany biskupem supraskim, wikariuszem diecezji białostocko-gdańskiej. Chirotonia odbyła się 27 września 2017 r.
W sierpniu 2018 r. w monasterze miała miejsce wizyta zwierzchnika Kościoła Prawosławnego w Ameryce, metropolity całej Ameryki i Kanady Tichona.
21 czerwca 2020 r. monaster odwiedził prezydent Polski Andrzej Duda; była to pierwsza w historii wizyta głowy państwa polskiego w ławrze Supraskiej.
W 2021 r. zakończono trwającą 37 lat odbudowę głównej cerkwi monasteru.

## Architektura
Pierwsza cerkiew monasterska w nowej siedzibie wspólnoty w Supraślu została poświęcona w 1500 i nosiła wezwanie św. Jana Teologa. Nie wiadomo, z jakiego materiału powstała ta świątynia. Przed 1557 obiekt ten uległ zniszczeniu wskutek pożaru. Od tego momentu zakonnicy korzystali jedynie z głównej cerkwi Zwiastowania; Jan Teolog został jej drugim patronem.

### Cerkiew Zwiastowania

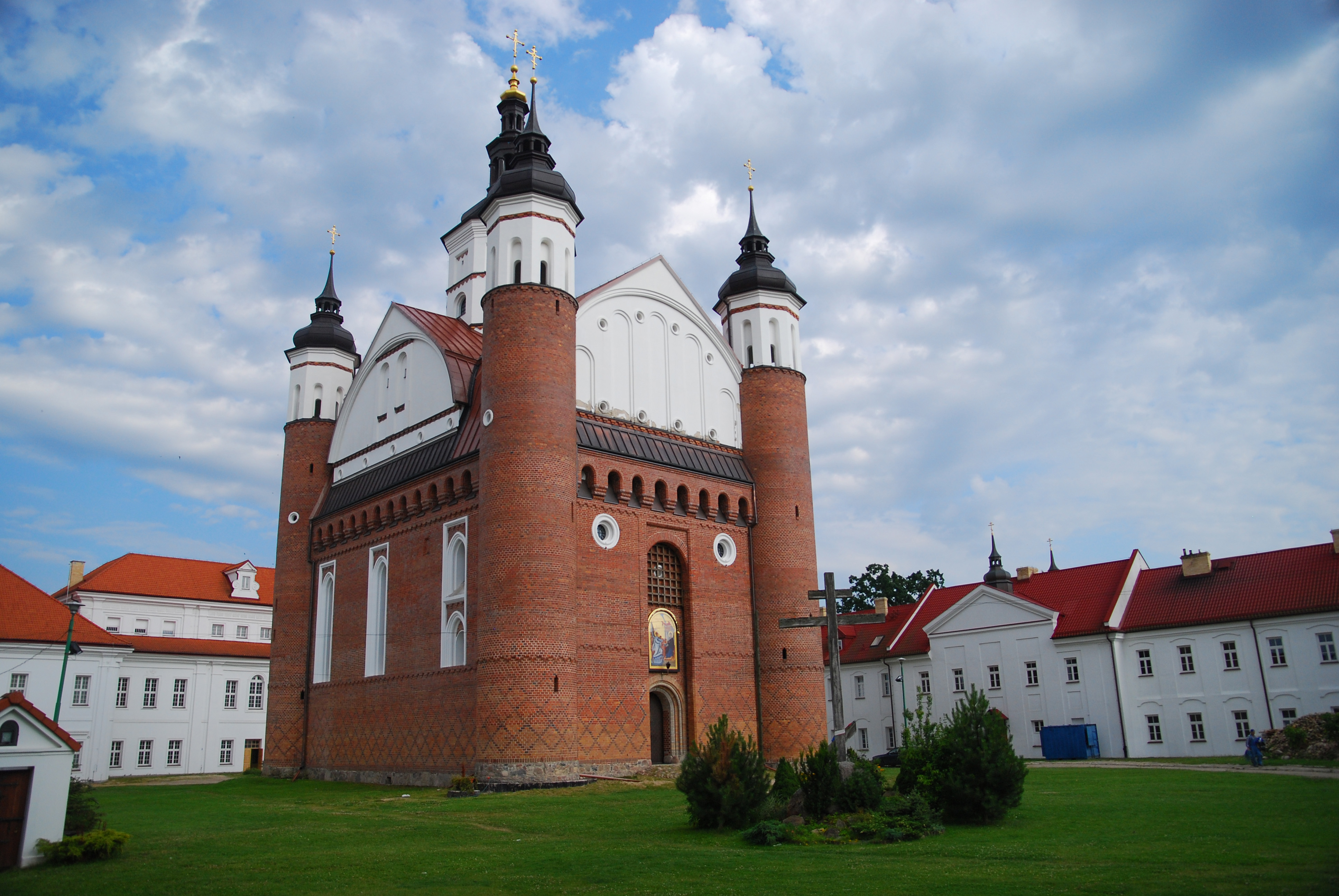
Cerkiew Zwiastowania na dziedzińcu monasterskim

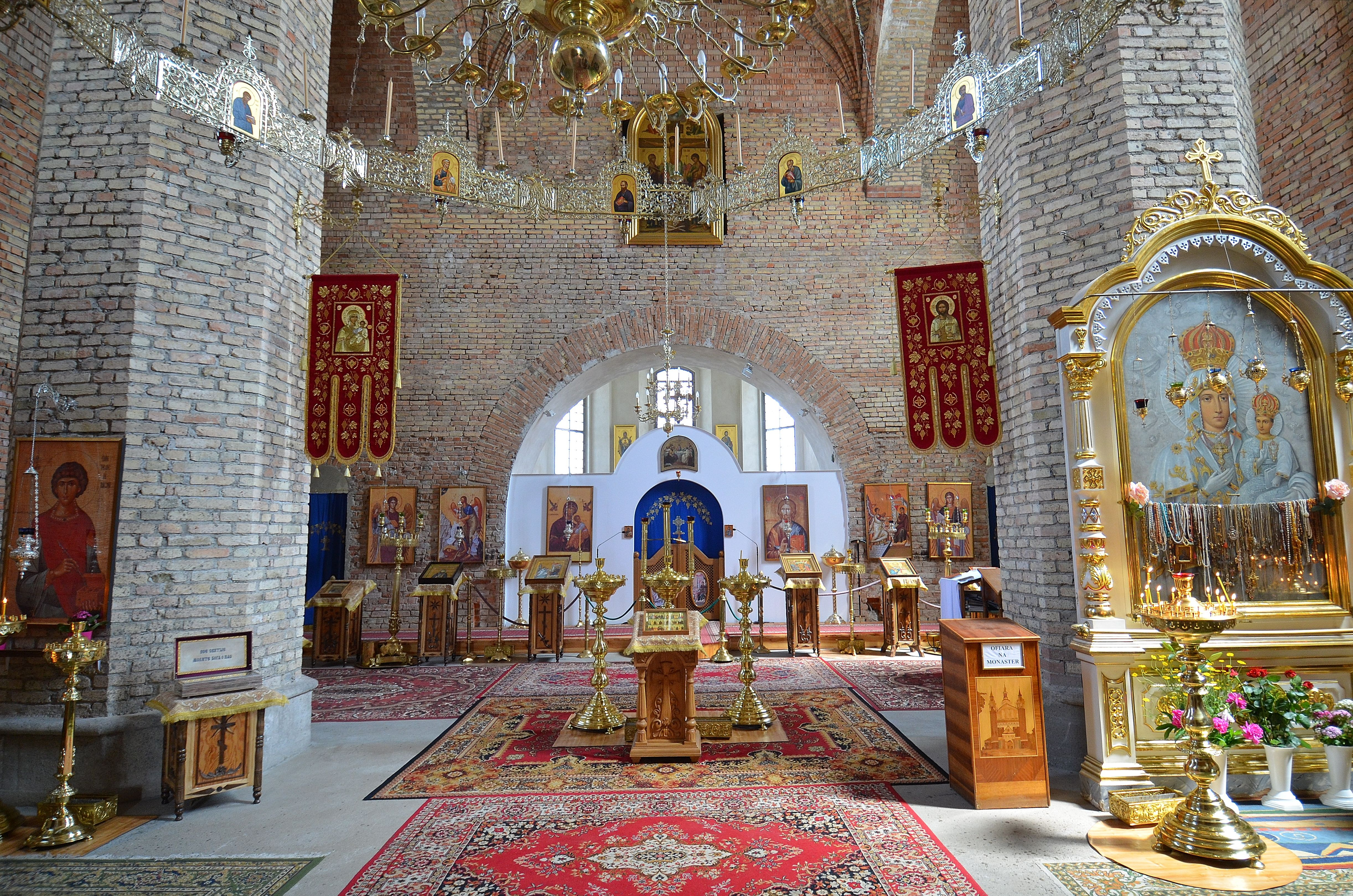
Wnętrze cerkwi Zwiastowania po odbudowie (2014)

Główna cerkiew monasterska jest obiektem łączącym funkcje obronne i sakralne. W swojej konstrukcji przypomina cerkwie w Wilnie, Synkowiczach i Małomożejkowie, a także położone na Mazowszu kościoły w Pawłowie, Zakroczymiu, Serocku, Cegłowie, Węgrowie i Brochowie z charakterystycznymi okrągłymi wieżami w narożach. Cerkiew w Supraślu zawiera cechy stylu bizantyńskiego i gotyckiego. Cerkiew w monasterze supraskim posiada cztery wieże w narożnikach, zaś w głównym gzymsie znajdują się strzelnice.
We wnętrzu cerkwi znajdował się zespół fresków przedstawiających sceny z życia Maryi i Jezusa, wizerunki aniołów, świętych apostołów, ewangelistów, męczenników, mnichów i biskupów pierwszych wieków chrześcijaństwa, proroków. W głównej kopule znalazła się postać Chrystusa Pantokratora wzorowana na analogicznej kompozycji z soboru Mądrości Bożej w Nowogrodzie Wielkim. W czterech kwadratach między sklepieniami umieszczono wyobrażenia Boga Ojca Pana Zastępów (cs. Sawaof), Ducha Świętego pod postacią gołębicy, aniołów i Chrystusa Zbawiciela. Przedstawiając naprzeciw siebie Boga Ojca i Ducha Świętego przekazywano prawosławne nauczanie o pochodzeniu Ducha Świętego od Ojca. Wśród innych elementów wyposażenia świątyni były niezwykle cenne wyroby jubilerskie.
W okresie przynależności obiektu do bazylianów wnętrze cerkwi zostało przekształcone. Wstawiono do niego nowe barokowe wyposażenie, w tym ołtarze boczne. Szczególną wartość miał siedemnastowieczny ikonostas, rozciągający się na całą długość cerkwi (dwanaście metrów), przy czym oczom wiernych podążających w kierunku ołtarza od wejścia ukazywała się jedynie część centralna, gdyż pozostałe były zasłonięte przez kolumny. W związku z tym w części środkowej, przy carskich wrotach, znajdowały się po trzy kolumny, ikona nad carskimi wrotami została ujęta między dwa pilastry, wizerunku w trzecim rzędzie ikonostasu flankowały po dwie kolumny. Konstrukcja całości stwarzała iluzję wysunięcia środkowej części bliżej wiernych.
Zachowane oryginalne fragmenty polichromii („freski z Supraśla”), uratowane po II wojnie światowej z udziałem m.in. Michała Bałasza  – obecnie eksponowane w klasztorze, w pałacu archimandrytów. Prace przy rekonstrukcji cerkwi według projektu architekta M. Kuźmienki, kontynuował architekt Michał Bałasz. Wiosną 2015 ukończono wewnątrz świątyni przygotowania do rekonstrukcji fresków, która rozpoczęła się w 2016 (do 30 lipca tegoż roku ozdobiono freskami wnętrze kopuły).
W marcu 2021 r. cerkiew została wyposażona w drewniany zdobiony czterorzędowy ikonostas, wykonany przez ukraińskiego rzeźbiarza Oleha Belca z Poczajowa. Rekonstrukcję fresków ukończono w 2021 r., po czym świątynia została 27 czerwca uroczyście konsekrowana przez metropolitę warszawskiego i całej Polski Sawę, w asyście hierarchów z kraju i zagranicy.
Cerkiew jest jednocześnie świątynią parafialną.

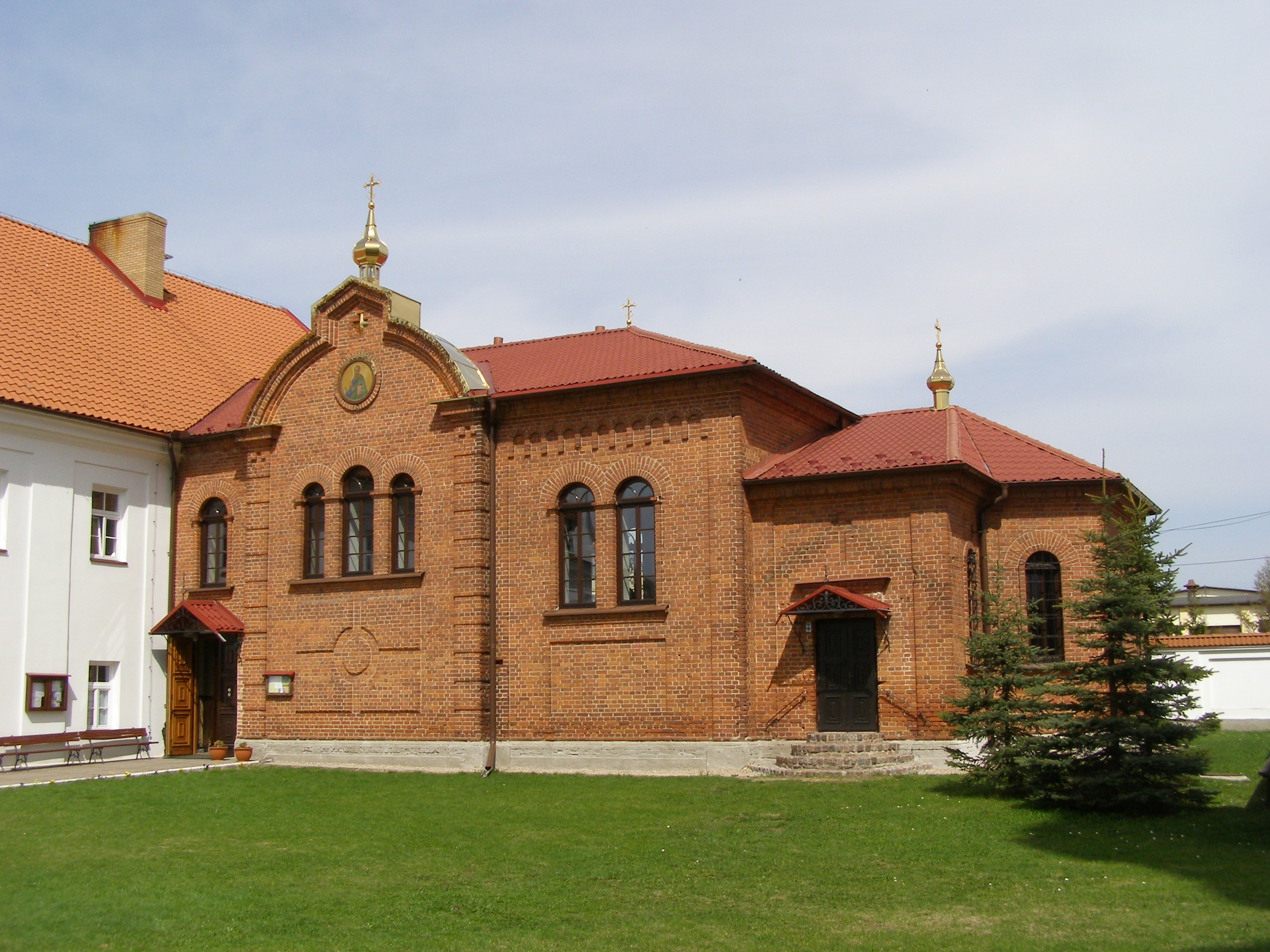
Cerkiew św. Jana Teologa

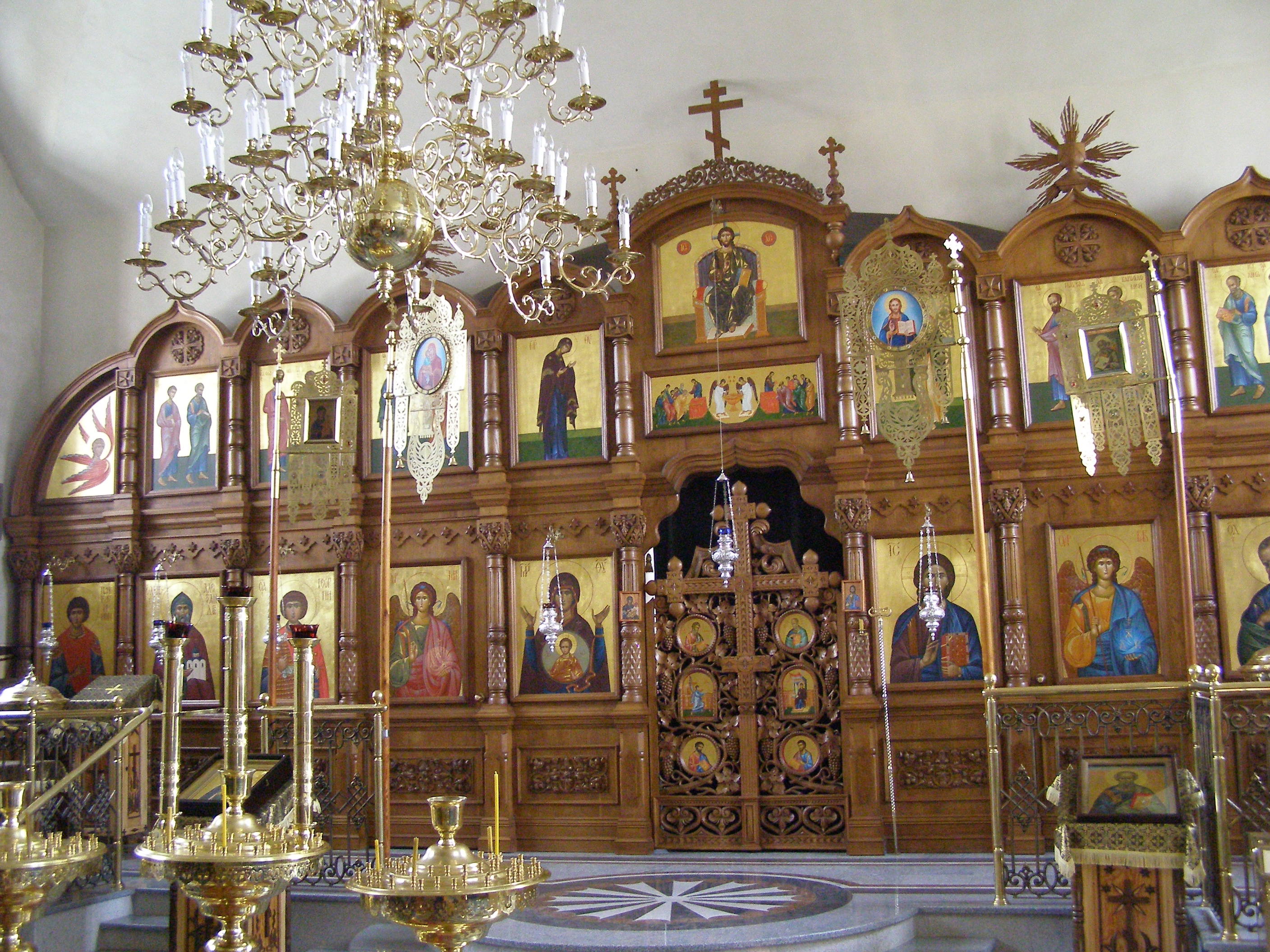
Ikonostas cerkwi św. Jana Teologa

- Pałac archimandrytów (1635–1655) – w pałacu mieszczą się: Akademia Supraska[76] oraz Muzeum Ikon.
- Budynki klasztorne barokowe, wznoszone w XVII i XVIII w. W budynku przy ulicy 3 Maja 13 mieści się kaplica domowa pod wezwaniem Supraskiej Ikony Matki Bożej. W południowym budynku klasztornym znajduje się cerkiew pod wezwaniem św. Antoniego Supraskiego.
- Brama-dzwonnica zbudowana w 1752, na wzór bramy pałacu w Białymstoku.
- Cerkiew św. Jana Teologa (1888), refektarzowa, remontowana w 2. dekadzie XXI w. i poświęcona 12 lutego 2017 przez metropolitę Sawę[77].

Na terenie klasztoru utworzono 16 września 2004 prawosławną Akademię Supraską (na wzór podobnych, działających m.in. w Rosji i Grecji).

## Majątek i uposażenie klasztoru
W 1501 Aleksander Chodkiewicz nadał mnichom włość Choroszcz. 17 lipca 1507 donacja ta została potwierdzona przez króla Zygmunta I Starego. W 1533 Chodkiewiczowie odebrali wspólnocie dwór i miasto Choroszcz, w zamian przekazując im Chworostów, Pużyce, Porosły i Fasty oraz dobra klewinowskie. 11 maja 1506 monaster otrzymał kolejne nadanie, tym razem od biskupa smoleńskiego Józefa, który przekazał wspólnocie Topilec, Baciuty i Piszczewo.

## Filatelistyka
Poczta Polska wyemitowała 28 kwietnia 2022 r. znaczek pocztowy upamiętniający supraski monaster, o nominale 3,60 zł, w serii Piękno Polski. Wydrukowano 90 000 sztuk, techniką offsetową, na papierze fluorescencyjnym. Autorem projektu znaczka był Jarosław Ochendzan.